# Israel Railways

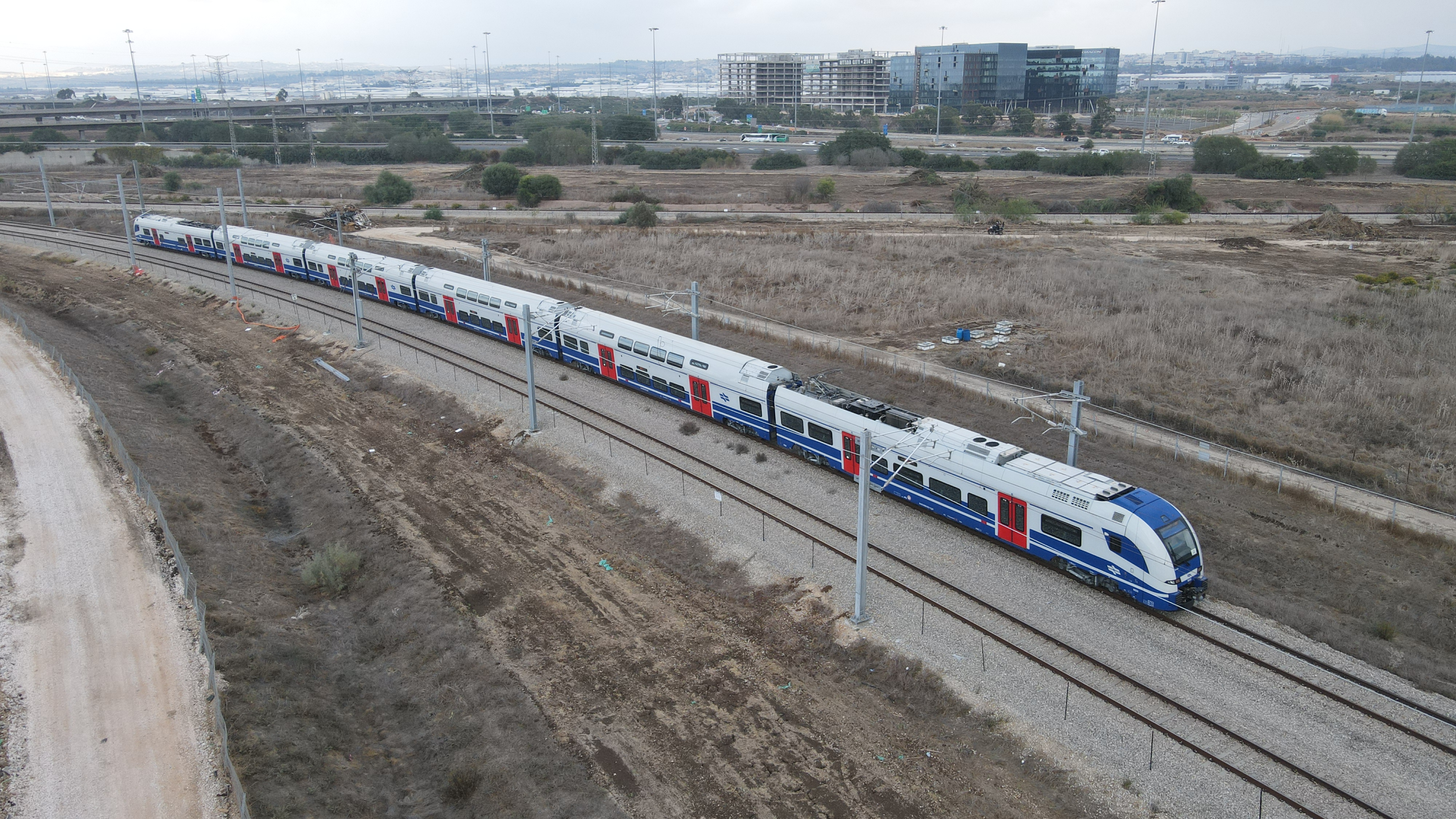
Elektrischer Triebzug der RI vom Typ Siemens Desiro HC auf der Jarqonbahn

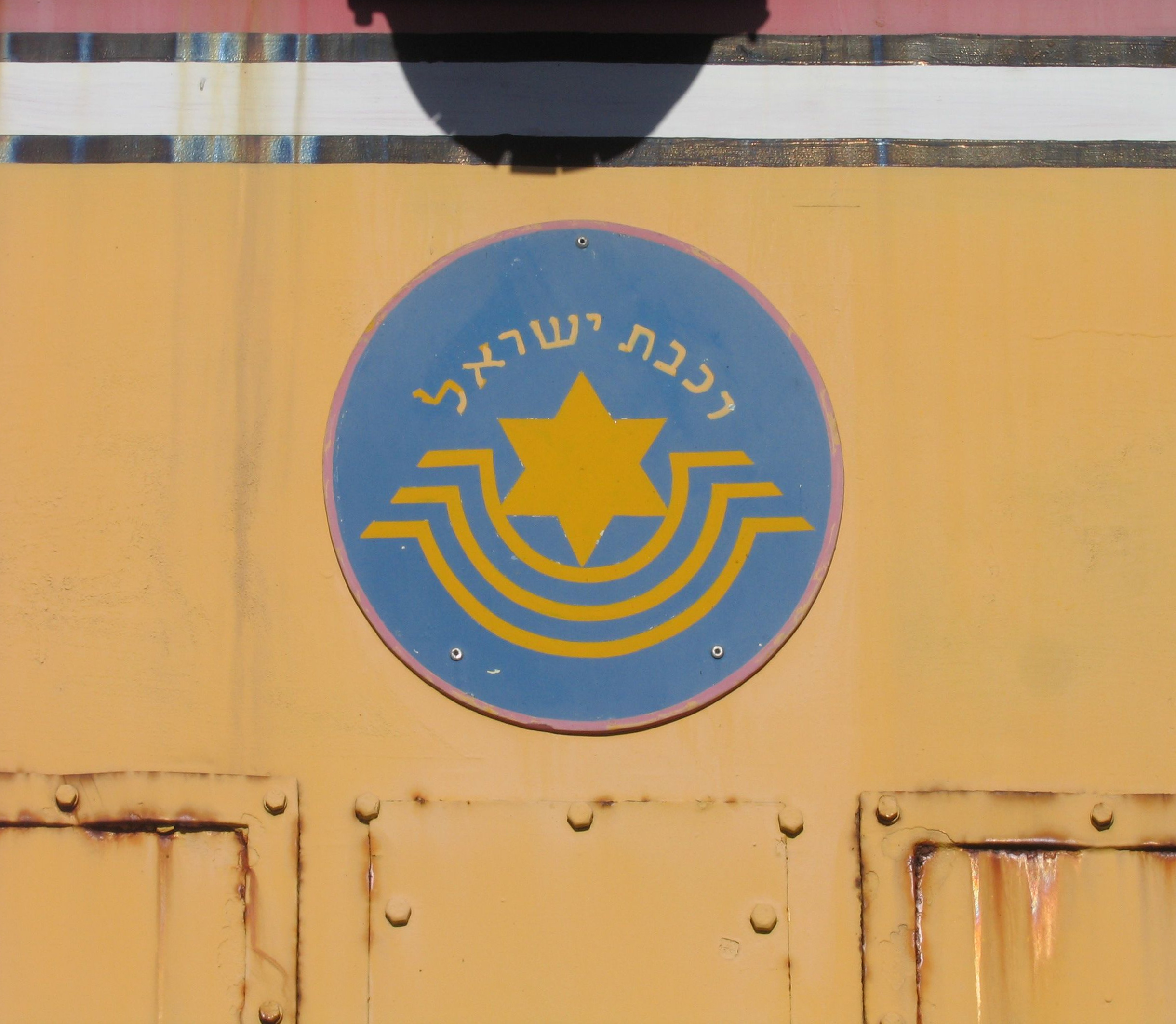
Historisches Logo der Israelischen Eisenbahn

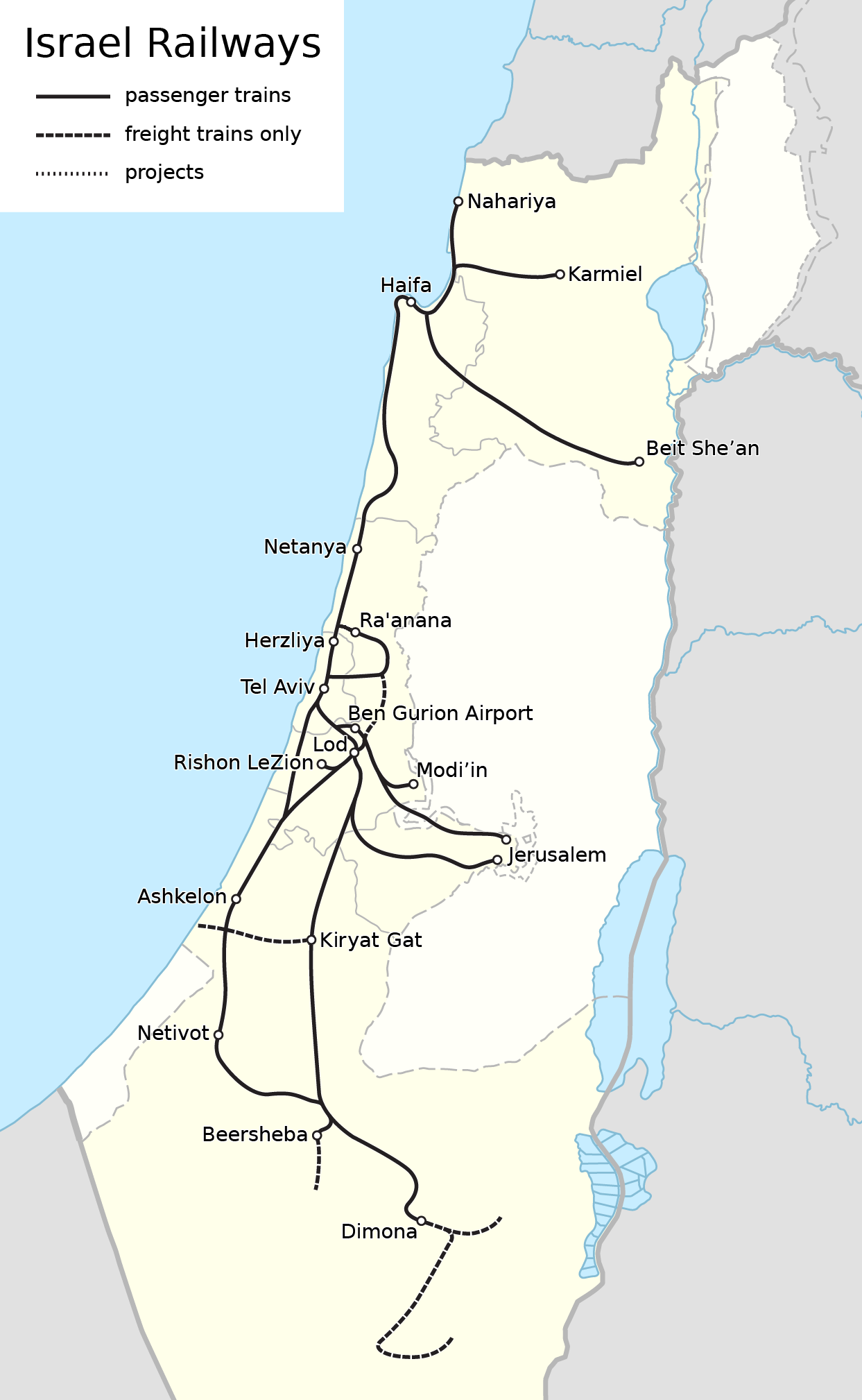
Streckennetz

Israel Railways (hebräisch רַכֶּבֶת יִשְׂרָאֵל Rakkevet Israel; RI) ist die staatliche israelische Eisenbahngesellschaft mit Unternehmenssitz in Tel Aviv-Jaffa (bis 1980 in Haifa).
Die Gesellschaft entstand 1948 aus den in Israel liegenden Teilen der normalspurigen Palestine Railways (PR), der durch das britische Militär mit US-amerikanischer Hilfe während des Zweiten Weltkriegs errichteten ebenfalls normalspurigen Bahnstrecke Haifa–Beirut–Tripoli (HBT) und den in Israel verbliebenen Resten der schmalspurigen bereits in osmanischer Zeit angelegten Hedschasbahn.
Durch diese eher zufällige Handvoll Strecken, die nur bedingt mit der Siedlungsstruktur des neuen Staates Israel übereinstimmten, spielte die Eisenbahn in Israel lange Zeit kaum eine Rolle. So lagen – und liegen noch heute – die Bahnhöfe oft weit außerhalb der neu entstehenden Städte, die sie bedienen sollen. Neu gebaute Bahnhöfe an Neubaustrecken konnten jedoch aus Kostengründen oftmals ebenfalls nicht näher an die Stadtzentren gerückt werden. Investitionen in den Verkehrsbereich kamen bis in die 1990er Jahre ganz überwiegend der Straße zugute, denn Straßen galten im Kriegsfall, der im Land immer drohte, als zuverlässiger und besser nutzbar. Erst seit Ende der 1990er Jahre werden Bahnprojekte zur Entlastung von Straßen und Umwelt massiv vorangetrieben, vgl. die Stadtbahn Jerusalem und die Stadtbahn Tel Aviv. Infolge der steigenden Investitionen stiegen in der Folge auch die Fahrgastzahlen. Beginnend mit der – seit Eröffnung elektrifizierten – Neubaustrecke über den Flughafen Ben Gurion nach Tel Aviv (der ersten elektrifizierten Strecke im Netz) soll mittel- bis langfristig das gesamte Eisenbahnnetz elektrifiziert werden.

## Geschichte

### Erste Strecken

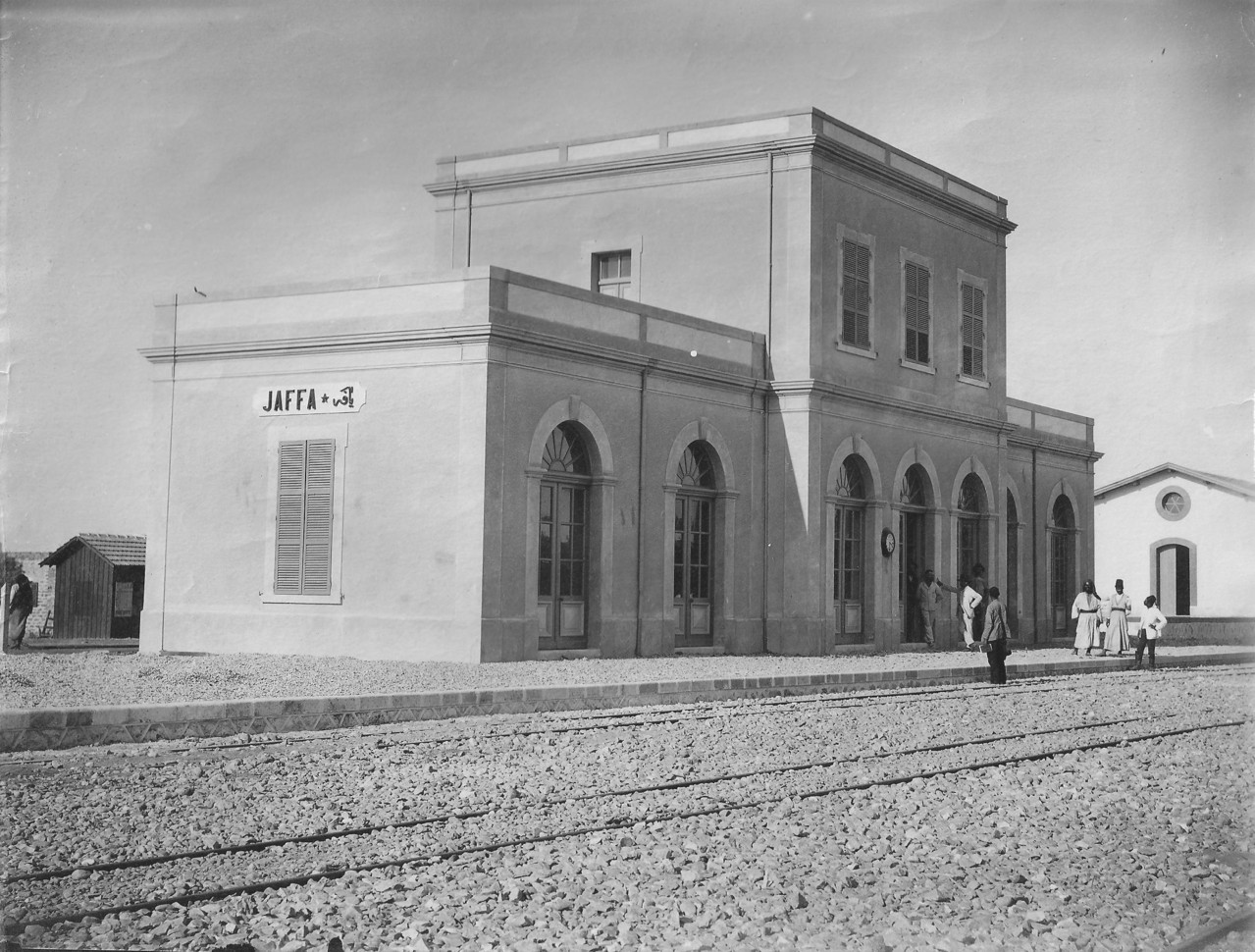
Bahnhof Jaffa, 1891

Die erste Eisenbahnstrecke in Palästina wurde 1890 von Jaffa nach Jerusalem (J&J-Linie) gebaut; der erste Zug fuhr 1892. Im Jahr 1904 wurde mit der Jesreʾeltalbahn von Haifa über Afula nach Beit Scheʾan eine weitere Gleisverbindung eröffnet; sie war Teil der Hedschasbahn und führte schließlich bis Damaskus (die Strecke wurde bis 1951 genutzt; die Gleise existieren nicht mehr). Vor und während des Ersten Weltkriegs folgten weitere Strecken, unter anderem die Bahnstrecke Haifa–Akko, die Samarienbahn Richtung Nablus, die osmanische Militärbahn Masʿūdiyya–Sinai via Beʾer Scheva in den zentralen Sinai, und entgegengerichtet die britische Sinai-Bahn von Lod über die nördliche Sinai-Halbinsel nach alQantarah am Sueskanal mit Anschluss nach Kairo sowie von Lod nordwärts die Ostbahn nach Haifa. Die bestehenden Strecken im britischen Mandatsgebiet wurden 1920 zu den Palestine Railways (PR) zusammengefasst, die bis 1948 bestanden.
Im Bürgerkrieg der Mandatszeit zwischen arabischen und jüdischen Palästinensern ab November 1947 (nach dem UNO-Beschluss 181 (II), Palästina zu teilen) kam es zu Stockungen im Bahnbetrieb, da jüdische und nichtjüdische arabische Bahnbeschäftigte sich jeweils weigerten auf Zügen und Streckenabschnitten zu arbeiten, die in Gebieten verkehrten bzw. lagen, wo die jeweils andere Volksgruppe bestimmte.:240 Schließlich erfüllten britische militärangehörige Eisenbahner die Aufgabe.:466 Da wegen diverser Anschläge im Bürgerkrieg auf die J&J-Linie ab Januar 1948 der Bahnhof Jaffa und schließlich der alte Bahnhof Tel Aviv (ab 1949 mit dem Namenszusatz Darom [d. h. Süd]) nicht mehr bedient werden konnten, leiteten die PR im Februar 1948 den Verkehr zwischen Tel Aviv im Süden, Jerusalem und dem Norden nach Petach Tiqwah um und weiter per Bus bzw. Lastwagen, wobei sich 400 geladene Güterwaggons stauten.:490 Im Ballungsraum Tel Aviv verknappten sich Lebensmittel und Brennstoffe entsprechend.:498
Bis zum 15. Mai 1948 verließen alle britischen Militärangehörigen und Amtspersonen das Land, zuletzt über Haifa, wo die PR-Direktion saß und der größte Teil der Fahrzeuge und der Ersatzteile nach und nach zusammengezogen wurde. Doch der Chief Operations Controller der PR, Moscheh Peikowitz (1896–1972; Bruder Jigʾal Allons), und einige weitere zivile Kollegen behielten erfolgreich einen Teil des Materials in Petach Tiqwah zurück.:670f

### Gründung von Rakkevet Israel (RI) / Israel Railways (ISR)
Vorläufer der israelischen Eisenbahn (Rakkevet Israel) war ein Arbeitsstab, von der Untergrundarmee Hagana beauftragt, der sich unter dem Arbeitstitel „Hebräische Eisenbahn“ damit befasste, vorhandene Eisenbahninfrastruktur und Fahrzeuge so weit wie möglich in jüdisch kontrolliertem Gebiet zu sichern und den Betrieb in einem künftigen jüdischen Staat sicherzustellen. Das war nicht einfach, da es an ausgebildetem Personal fehlte. Nur etwa 10 % der Eisenbahner der Palestine Railways waren Juden. Das Leitungspersonal stellte komplett die britische Mandatsmacht.
Der Staat Israel wurde am 14. Mai 1948 ausgerufen. Damit ging auch die Eisenbahnverwaltung in jüdische Hände über. Nur Stunden später brach der Krieg um Israels Unabhängigkeit aus. Die Stadtverwaltung Haifa, vor Ort Vertretung der in Aufbau befindlichen Organe des neuen Staates, ernannte in Abstimmung mit der Minhelet ha-ʿAm (Volksverwaltung; Israels provisorischer Landesregierung) Moscheh Peikowitz aus dem Stab der Palestine Railways zum ersten Generaldirektor der Rakkevet Israel (RI). Die Eisenbahn spielte in den Auseinandersetzungen fast keine Rolle, da die Gleise an verschiedenen Stellen die Frontlinien querten, also nur noch in ganz kurzen Teilabschnitten befahren werden konnten. So fuhren auch kaum noch Züge.

#### Das Ende der israelischen Hedschasbahn
Nach dem Unabhängigkeitskrieg trennte eine völlig abgeschlossene Grenze den in Israel gelegenen westlichen Abschnitt (Jesreʾeltalbahn) der Bahnstrecke Haifa–Darʿa vom Hauptnetz in Syrien. Zudem lagen einige Trassenabschnitte im Jordan- und im Jarmuktal nun jenseits der Staatsgrenze in Jordanien. Der Bahnhof Sammach am Genezareth, wo seit 1920 Betreiber (Palestine Railways bzw. mandatssyrischer Chemin de fer du Hedjaz [C.F.H.]) und Lokomotiven wechselten, lag in Israel wie auch der folgende Grenzbahnhof al-Ḥammah, war aber an drei Seiten von Grenzen umgeben und damit für den C.F.H. nicht zu bedienen. Zu allem Überfluss wurde er aus Jordanien immer wieder unter Beschuss genommen. Die Samarienbahn nach Nablus wurde durch den Waffenstillstand überwiegend Jordanien zugeschlagen, nicht mehr in Betrieb genommen und Mitte der 1960er Jahre abgebaut. Der Betrieb auf der schmalspurigen Bahnstrecke Haifa–Akko wurde ebenfalls nicht wieder aufgenommen, sondern durch Züge auf dem auf israelischem Gebiet liegenden Abschnitt der Regelspurstrecke Bahnstrecke Haifa–Beirut–Tripoli (HBT-Linie) ersetzt. 1950 fuhren auf der Jesreʾeltalbahn bis Afula noch einige Ausflugszüge und 1951 noch einige Güter- und gemischte Güter-/Personenzüge. 1952 wurde die Stilllegung aller 1050-mm-Strecken beschlossen und der Betrieb 1954 endgültig eingestellt. Schon bald darauf wurden die Anlagen im Großraum Haifa abgebrochen. Östlich von Haifa sind die Trasse und mehrere Bahnhöfe noch gut zu erkennen. Teile der Trasse wurden in die 2016 eröffnete Neue Jesreʾeltalbahn einbezogen.

#### Normalspurstrecken
Die wenigen Züge, die während des Unabhängigkeitskrieges noch fuhren, bewegten sich auf den Strecken Haifa–Chadera (hauptsächlich Güterzüge) und Haifa–Kirjat Motzkin (seit dem 20. Juni 1948) und seit Juli zwischen Rechovot auf der nördlichen Sinai-Bahn über Ostbahn und Petah Tiqva Railway bis Petach Tiqwah.:681
Dies waren Abschnitte, die sich vollständig unter israelischer Kontrolle befanden. Südlich von Chaderah handelte es sich zunächst um Schienenersatzverkehr: Die Stadt Tulkarm war samt dem am westlichen Stadtrand gelegenen Bahnhof Jordanien zugeschlagen worden, sodass die Strecke nicht mehr befahren werden konnte. Trotz anhaltender Kämpfe wurde am 4. Januar 1949 der reguläre Personenverkehr auf der Strecke Haifa–Tel Aviv Darom (d. h. Süd) mit zwei Zugpaaren pro Tag wieder aufgenommen. Den ersten regulären Reisezug der Rakkevet Jisraʾel bespannte die WD 70 513. Am gleichen Tag wurde auch der Personenverkehr zwischen Haifa und Akko auf der HBT-Trasse mit fünf Zugpaaren wieder aufgenommen. Der Betrieb konnte schließlich bis Naharija verlängert werden. Um das Umsteigen auf dem Weg nach Tel Aviv zu vermeiden, wurde Tulkarm im August 1949 mit einem Gleis auf israelischem Gebiet umgangen, das so nah an der Grenze lag, dass der Volksmund spöttisch empfahl: „Bitte nicht aus dem Land hinauslehnen!“ Etwa um diese Zeit beschloss der Vorstand unter Peikowitz der Rakkevet Israel, dem hebräischen Namen die englische Bezeichnung Israel Railways hinzuzufügen.
Fast zur gleichen Zeit wurde am 7. August 1949 der Verkehr nach Jerusalem wieder aufgenommen. Vor dem Waffenstillstandsabkommen von 1949 zwischen Israel und Jordanien (3. April d. J.) lag die Strecke nicht vollständig auf israelischem Territorium. Jordanien stimmte aber einem Verlauf der Waffenstillstandslinie (Grüne Linie) zu, der die Bahnlinie in Israel zu liegen brachte. Im Gegenzug gestattete Israel, dass die arabische Bevölkerung im Grenzstreifen wohnen bleiben und die Bauern von Bittir, fünf Kilometer westlich von Jerusalem, weiterhin ihre Felder auf israelischem Gebiet bebauen durften. Der Wiedereröffnung dieser Verbindung kam hoher symbolischer Wert für die israelische Präsenz im nun geteilten Jerusalem zu. Der Eröffnungszug, mit Premierminister Ben Gurion an Bord, wurde von einer vorausfahrenden Lokomotive, von parallel fahrenden Militärfahrzeugen und einem Flugzeug der Luftwaffe gesichert. Der reguläre Verkehr wurde erst im März 1950 aufgenommen.
Ägypten betrieb die Sinai-Bahn außerhalb Israels weiter, die an manchen Stellen heftig umkämpft war. Bei ihrem Rückzug demontierten die Ägypter die Gleise an der sich abzeichnenden neuen Grenze nördlich von Gaza (Grüne Linie). Das israelische Fünftel der Sinai-Bahn bediente die RI ab Bahnhof Jad Mordechai bis Lod.

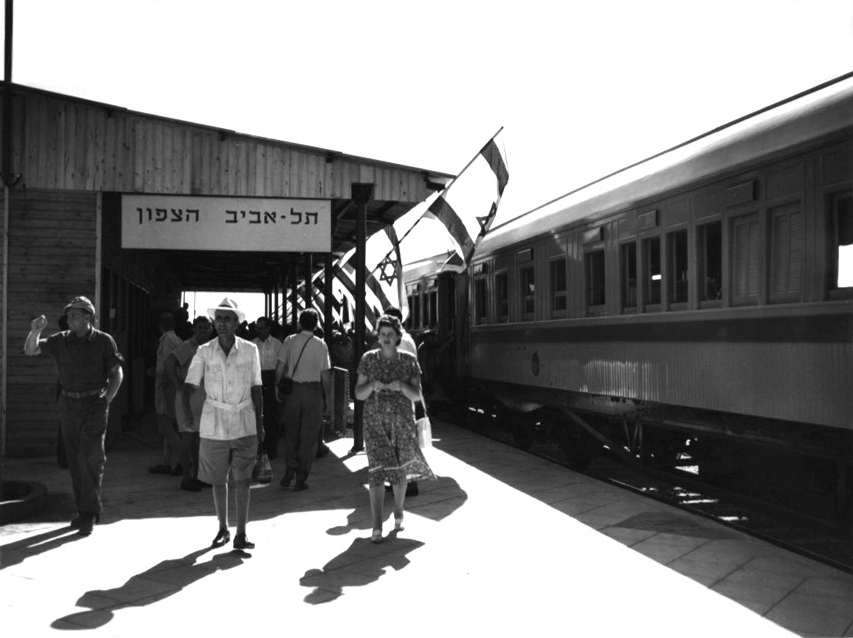
Tel Aviv Nordbahnhof (Bnei Braq) an der Jarqonbahn im Jahr seiner Eröffnung 1949 (auf dem Stationsschild steht „Tel-Aviv HaZafon“ (d. h. der Norden))

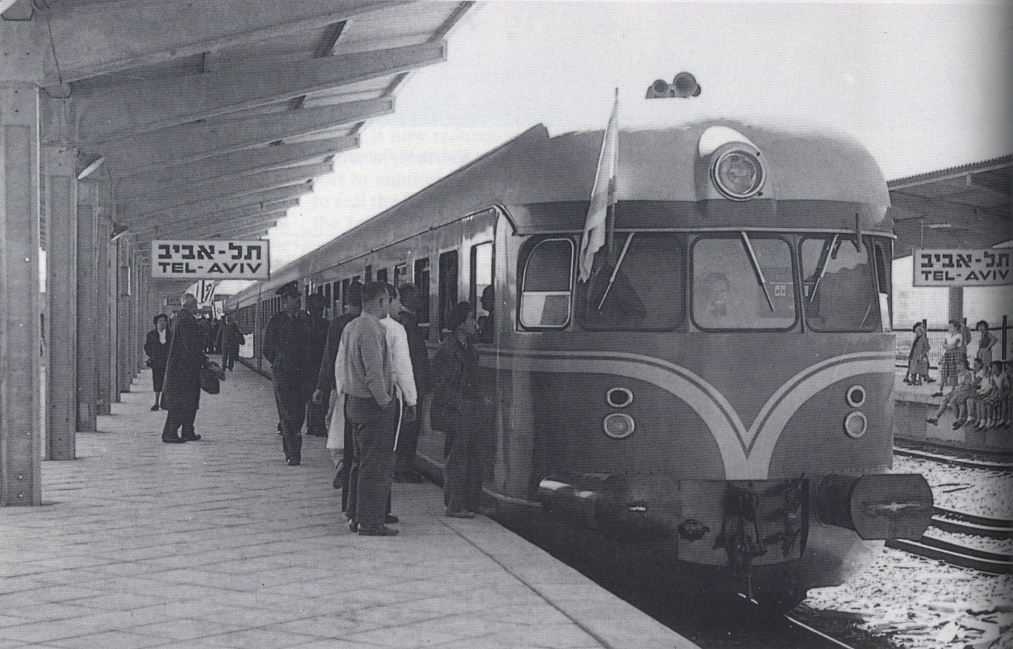
Triebwagengarnitur der Maschinenfabrik Esslingen 1956, vergleichbar mit der DB-Baureihe VT 08 im Zentralbahnhof Tel Aviv

### Aufbauzeit

#### Anpassung an die Verhältnisse des neuen Staates
Der von der Palestine Railways übernommene Fahrzeugbestand befand sich durch mangelnde Unterhaltung während des Krieges in schlechtem Zustand. Hinzu kam, dass ein erheblicher Teil des arabischen Personals der PR während des Unabhängigkeitskrieges das Land verließ. Qualifizierter Ersatz war oft nicht sofort zu finden. Die RI begann ihren Betrieb so unter ziemlich schlechten und primitiven Bedingungen.
Das aus britischer Mandatszeit übernommene Netz entsprach in keiner Weise den Bedürfnissen des Staates Israel. Insbesondere der Umweg über Lod für eine Fahrt zwischen Haifa und Tel Aviv war untragbar. Erste Verbesserung war hier eine Abkürzung im Norden von Tel Aviv: Von der Stichbahn nach Petach Tikwa wurde eine sechs Kilometer messende Verlängerung Richtung Tel Aviv gebaut, die Jarqonbahn. Der Abzweig wurde nach einer nahe gelegenen Fabrik Olamit Junction benannt. Die Strecke endete nördlich von Tel Aviv in Bnei Braq im neu errichteten Bahnhof Tel Aviv haZafon (d. h. der Norden), im Jahre 2000 in Bahnhof Bnei Braq umbenannt. Es war der erste Bahnhof, den die Rakkevet Israel baute. Der Betrieb konnte nach nur wenigen Wochen Bauzeit am 20. September 1949 aufgenommen werden. Die Züge aus Haifa mussten allerdings weiterhin im Bahnhof Rosch haʿAjin die Fahrtrichtung wechseln. So wurde gleichzeitig die Planung für eine neue, direkte Strecke zwischen Tel Aviv und Haifa entlang der Küste aufgenommen.
Die küstennah verlaufende, 47 km lange eingleisige Neubaustrecke (hebräisch מְסִלַּת הַחוֹף Məsillat ha-Chōf, deutsch ‚Küstenbahn‘) wurde in amerikanisch-israelischer Kooperation verwirklicht. Sie verließ nördlich von Chaderah am Bahnknoten Zomet Remez (צֹמֶת רֶמֶז englisch Remez Junction) die alte Strecke und endete ebenfalls in Tel Aviv haZafon in Bnei Braq. Die Eröffnung fand am 15. April 1953 statt. Schon am 4. November 1954 wurde die Strecke bis zum neuen Kopfbahnhof Tel Aviv Merkaz (Zentralbahnhof) mit drei Gleisen und zwei außen liegenden Bahnsteigen verlängert, der günstiger zum Stadtzentrum lag als der Nordbahnhof in Bnei Braq. Dennoch war die Entfernung zum südlich gelegenen Stadtzentrum so groß, dass es in der Regel nicht zu Fuß erreicht werden konnte. Der Bahnhof wurde auf freiem Feld errichtet, direkt neben einer Garage der Omnibusgesellschaft Dan. Später erhielt der Bahnhof den Namen Arlosoroff nach der gleichnamigen nahe gelegenen Straße. Heute lautet die amtliche Bezeichnung Tel Aviv Savidor Merkaz.
Chaderah erhielt den neuen Bahnhof Chaderah Maʿarav (d. h. West). Der alte wurde Chaderah Mizrach (d. h. Ost) genannt. Dort, wo die beiden Strecken von Haifa und die Jarqonbahn von Bnei Braq kommend vor dem Tel Aviver Zentralbahnhof zusammentrafen, entstand das Gleisdreieck der Zomet Tel Baruch (צֹמֶת תֵּל בָּרוּךְ englisch Tel Barukh Junction).
Die Hauptstreckenlänge betrug nun 350 km. Hinzu kamen 160 km Nebenstrecken und Industrieanschlüsse.

#### Bahnen in den Negev

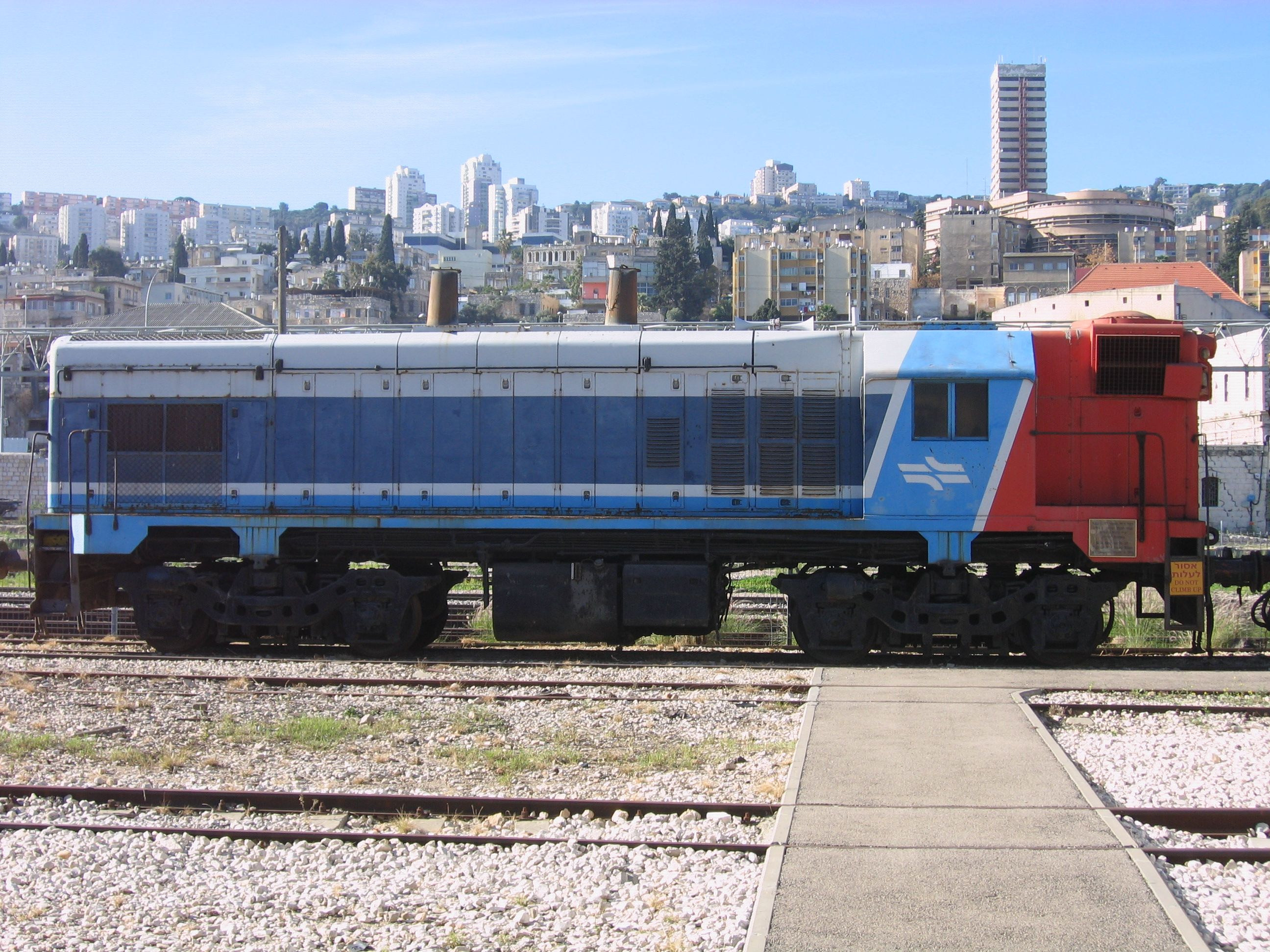
Diesellokomotive von 1957 vor der Kulisse Haifas

Dieselrangierlokomotive vom Typ V 60, die über das Schillumim-Programm 1959 beschafft wurde

Israel verfügt über reiche Bodenschätze. Ein großer Teil davon, hauptsächlich Phosphate, wird über die Häfen Eilat und Aschdod exportiert. Zunächst fand der Transport auf der Straße statt. In Etappen wurde eine Strecke Richtung Süden gebaut – in Eilat angekommen sind die Bahnbauer bis heute nicht.
Beʾer Scheva, Universitätsstadt und Hauptstadt des Negevs, wurde am 29. März 1956 erreicht, als erstmals ein Zug die Neubaustrecke, die von der J&J-Linie in Naʿan abzweigt, befuhr. Gebildet wurde er aus einer Triebwagengarnitur des Herstellers Maschinenfabrik Esslingen. Mit 73 km Streckenlänge war die Neubaustrecke das bis dahin größte Unterfangen seiner Art in der Geschichte der RI. Zwar war auch im Ersten Weltkrieg das damalige Dorf Beʾer Scheva schon am 17. Oktober 1915 durch die Osmanische Militärbahn in Schmalspur und im Mai 1918 von Rafah (Ägypten) aus in Normalspur ans Bahnnetz angeschlossen, aber mangels Nachfrage wurden beide 1927 bzw. 1928 wieder stillgelegt. Die Neubaustrecke verläuft aber in einigen Abschnitten auf der Trasse der osmanischen Militärbahn, kürzt aber im südlichen Bereich stark ab.

#### Weitere Investitionen
Die Verträge (Luxemburger Abkommen) über die deutschen Wiedergutmachungsleistungen („Schillumim“) wurden am 10. September 1952 in Luxemburg unterzeichnet und traten am 20. März 1953 in Kraft. Danach konnte die israelische Regierung – in der Regel – deutsche Erzeugnisse aus verschiedenen Gütergruppen ordern. Gruppe 2, Stahlverarbeitende Industrie, enthielt auch die Produkte, die für den Ausbau der Eisenbahn gebraucht wurden. Israelische Käufer mussten für die Lieferungen aus Deutschland nach einem festgelegten Wechselkurs an die israelische Regierung in Israelischen Pfund bezahlen. Jährlich standen dafür zwischen 1953 und 1966 250 Millionen DM zur Verfügung. In einem Gutachten, in dem bewertet wurde, wie diese Mittel am effektivsten einzusetzen seien, wurde schon 1952 darauf hingewiesen, dass neben dem Ausbau der Elektrizitätsversorgung die Entwicklung der Eisenbahn vorrangiges Ziel sein müsse. Investitionen in die Bahn seien volkswirtschaftlich sinnvoller als in den Straßenausbau. Veranschlagt wurde für die Bahn damals ein Investitionsbedarf von 44 Millionen US-Dollar. Insbesondere sollten die Mittel in einen auszubauenden, zu elektrifizierenden Vorortverkehr und in Diesel- und Dampflokomotiven (!) für die Negev-Bahnen investiert werden. Darüber hinaus empfahl es, Industriebetriebe so anzusiedeln, dass Anschlussgleise verlegt werden können. Der Güterwagenumlauf sollte beschleunigt werden, indem jeder Bahnhof angemessene Umschlaganlagen erhalten sollte.
Die Pottasche von Sdom und das Phosphat aus Machtesch sollte mit Förderbändern nach Mamschit transportiert und von dort auf einer zu bauenden Eisenbahn zum Hafen von Aschdod gebracht werden. Letzteres Projekt wurde immerhin in etwa auch so verwirklicht. Zwischen 1954 und 1962 erhielt die RI Eisenbahnausrüstung aus dem Schillumim-Fonds für mehr als 50 Mio. DM ($US 12,7 Mio.): Die Strecke nach Beʾer Scheva wurde ausschließlich mit deutschen Schienen ausgerüstet, auf der Hälfte der Strecke nach Jerusalem wurden ebenfalls deutsche Schienen eingebaut, insgesamt wurden davon 160 km geliefert. Schwellen und Telegrafenstangen gehörten ebenso zu den Importen aus Deutschland. 1958 wurden so die elektrischen Signalanlagen mit Blocksicherung und Zentralstellwerke, die längere Züge und erstmals Schnellzüge zwischen Tel Aviv und Haifa ermöglichten, erworben. Trotz dieser Sanierung der Bahn konnten weder die Fahrgastzahlen noch das Güterverkehrsaufkommen nennenswert gesteigert oder das Defizit der Bahn entscheidend verringert werden. Letzteres lag auch daran, dass die Gewerkschaft Histadrut verhinderte, dass die Bahn durch Rationalisierung nicht mehr benötigtes Personal entlassen konnte.
Für das Jahr 1960 wurden 634 km Strecke der RI und 202 km Industriebahnen verzeichnet.

### Ausdehnung im Negev
Im November 1961 wurde ein sieben Kilometer langer Abzweig der nördlichen Sinai-Bahn (Lod–Aschqelon[–Gaza]) zum im Bau befindlichen Hafen von Aschdod in Betrieb genommen, der 1966 eröffnet wurde. Die Abzweigstelle im Tiefland Philistäas (מִישׁוֹר פְלֶשֶׁת Mīschōr Pleschet) erhielt die Bezeichnung Zomet Pleschet (צֹמֶת פְלֶשֶׁת deutsch ‚Wegscheide Philistäas‘, englisch Pleshet Junction), der Abzweig zum Kraftwerk Eschkol der Strecke nach Gaza den Namen Zomet Schiqmah (צֹמֶת שִׁקְמָה deutsch ‚Wegscheide der Sykomore‘, englisch Shikma Junction) nach dem Wadi Nachal Schiqma. So kurz die neue Strecke ist, so wichtig ist sie. Sie diente zunächst dem Bau des Hafens. Seit seiner Eröffnung wird über sie ein großer Teil der von Israel exportierten Güter transportiert, insbesondere am Toten Meer und im Negev gewonnene Pottasche und Phosphat. Hinzu kam importierte Kohle für das etwas weiter südlich gelegenen Kraftwerk Rutenberg, das auch die Stromversorgung im Gazastreifen besorgt. Dafür gab es seit 1990 eine eigene für 40 Mio. US-Dollar errichtete Verladeanlage im Hafen, von der besonders schwere Kohlezüge mit Mittelpufferkupplung – sonst verwendet die RI Schraubenkupplungen – zu dem Kraftwerk verkehrten. Dieses Transportsystem wurde inzwischen durch eine eigene Hafenanlage für das Rutenberg-Kraftwerk abgelöst.
1964 wurde der Grundstein für eine weitere Streckenverlängerung gelegt. Die RI nahm die 36 km lange Strecke zur Stadt Dimona in Angriff, einer Stadtgründung in der Wüste Negev, bei der sich das israelische Kernforschungszentrum Negev befindet. Im September 1965 wurde sie für den Güterverkehr eröffnet, der Personenverkehr wurde 1967 aufgenommen. Die Lage des Bahnhofs war am äußersten Stadtrand sehr ungünstig gewählt, die Bahn konnte sich gegen den konkurrierenden Busverkehr nicht durchsetzen. Im Dezember 1979 wurde der Personenverkehr deshalb eingestellt. Zuletzt bestand er nur noch aus zwei Zugpaaren zwischen Tel Aviv Darom und Dimona. Die Bahn ist hier harter Buskonkurrenz ausgesetzt, die im Zehnminutentakt bis ins Stadtzentrum fährt. Der Personenverkehr wurde aber offiziell auch eingestellt, um Streckenkapazität für den Güterverkehr zu gewinnen. Damit war auch Tel Aviv Darom fast verwaist; nur das eine Zugpaar nach und von Jerusalem erweckte ihn für kurze Zeit aus seinem „Dornröschenschlaf“. 2005 wurde der Personenverkehr nach Dimona wieder aufgenommen. Dieser erfolgt heute mit Pendelzügen zum Bahnhof Beʾer Scheva Zafon / Universitah (d. h. Nord / Universität), wo Anschluss an die Züge auf der Hauptlinie Naharijja – Beʾer Scheva besteht. Unvorteilhaft war auch schon die Anlage des Bahnhofs von Beʾer Scheva am Stadtrand. Dieser Fehler wurde erst 1999, also nach 43 Jahren, korrigiert, durch den neuen Bahnhof Beʾer Scheva Merkaz (d. h. Zentrum).

### Der Sechstagekrieg und seine Folgen
Im Sechstagekrieg erlangte Israel unter anderem die Kontrolle über den Sinai. Im Sinai wurden etwa 300 km ägyptische Eisenbahnstrecken übernommen, vor allem die südliche Sinai-Bahn zwischen al-Qantara Ost und Gaza und die parallel zum Suezkanal an dessen Ostufer verlaufende Bahn bis zum Hafen von Taufiq. Zwischen dem israelischen Bahnhof Jad Mordechai und dem Endpunkt der ägyptischen Gleise in Gaza fehlten etwa 19 km. Vom 9. bis 20. Juni 1967 wurde der Lückenschluss vollzogen. Am 20. Juni verließ der erste Güterzug seit dem Sinai-Feldzug den Bahnhof Al-Arisch in Richtung Lod. In diesen Zug waren zahlreiche ägyptische Eisenbahnfahrzeuge eingereiht, die zuvor in Al-Arisch gesammelt worden waren. Dazu zählten acht Diesellokomotiven. Die ägyptischen Lokomotiven waren wie die israelischen Dieselloks von General Motors hergestellt worden, was den Betrieb und die Wartung vereinfachte. Darüber hinaus waren vier G12-Loks mit den entsprechenden israelischen Maschinen weitgehend baugleich. Sie wurden in den RI-Lokpark aufgenommen. Diese Maschinen wurden in Israel vorwiegend auf den Strecken südlich von Lod eingesetzt. Zu den Beutestücken zählten auch einige Personenwagen und 570 Güterwagen. Die meisten Güterwagen konnten nicht verwendet werden und wurden verschrottet.
Im Juli 1967 stellte die RI einen Zug aus zwei Maschinen vom Typ G12 und einer bunten Reihe von Güterwagen zusammen, um das Gleis der Strecke nach al-Qantara und weiter den Suez-Kanal entlang bis asch-Schatt zu testen. Die Expedition zog sich in die Länge, da Sand stellenweise das Gleis zugeweht hatte. Mehrfach entgleiste der Flachwagen, der als Minendetektor vor der ersten Lok geschoben wurde. Die Truppen im Sinai konnten nun per Bahn versorgt werden. Bald aber stellten sich die alten Probleme der Sinaistrecke ein: Sand überflutete die Strecke ständig. Ägypten löste das Problem, indem es eine große Menge Arbeiter zum Freischaufeln einsetzte. Das war für Israel nicht bezahlbar. Deshalb wurde der Betrieb zwischen Kanal und al-Arisch eingestellt und die Strecke abgebaut, um das Material für die Befestigung der Bar-Lev-Linie zu verbauen. Erst Jahrzehnte später begann Ägypten wieder, die Bahn in Richtung Rafah voranzutreiben.
Im Sommer 1968 wurden die Reisezüge von der alten Ostbahn zwischen Zomet Remez und Rosch haʿAjin auf die Küstenbahn der Hauptlinie verlegt. Einige Jahre später verlor die alte Ostbahn ab Chadera Ost südwärts auch den Güterverkehr. Es ist heute nicht mehr nachzuvollziehen, warum nicht schon 1953, als die Strecke längs des Mittelmeeres fertig war, der Personenverkehr auf die heutige Magistrale verlegt wurde, waren doch in all den Jahren die beiden täglichen Zugpaare zwischen Haifa und Jerusalem immer dem Risiko ausgesetzt, beschossen zu werden, wenn sie entlang der damaligen jordanischen Grenze fuhren. Erst jetzt, nachdem die Grenze verschwunden war, wurde der Laufweg der Züge verlegt. Möglicherweise wollte Israel in früheren Zeiten damit „Flagge zeigen“. Der Winterfahrplan 1961/1962 wies sechs Zugpaare auf der Strecke Jerusalem–Tel Aviv Darom (alter Südbahnhof) aus. Bis 1977 war die Zahl auf zwei zurückgegangen. Das war dieselbe Zahl wie zu Zeiten der Jaffa-Jerusalem-Bahn im Jahr 1892.
Im Jahr 1970 erhielt Tel Aviv einen neuen Südbahnhof in neuer Lage, der jedoch weit vom Zentrum entfernt lag. Der alte Südbahnhof lag näher am Zentrum, aber ein Bahnübergang an der anschließenden Strecke behinderte den starken Straßenverkehr.
Im März 1970 ging ein weiterer Streckenneubau im Negev in Betrieb: die 29 km lange Verlängerung von Dimona bis zu den Phosphatminen in Oron. Ihr angeschlossen sind 14 km Gleis in Richtung Osten zu den chemischen Werken bei Tzefa. Keine dieser Strecken diente je dem Personenverkehr. Das weltweite Verlangen nach Phosphaten und nach Pottasche ließ den Export ansteigen, an dem die RI ganz erheblich beteiligt ist. Sie fährt diese Massengüter zum Hafen Aschdod und zu den Chemiefabriken in Haifa. Nachdem ein neues Phosphatbergwerk in Har Zin erschlossen wurde, wurde eine 34 km langen Strecke von Oron zur dortigen Verladeanlage gebaut. Der Abschnitt in der Wüste Negev war infolge der Geländeverhältnisse besonders schwierig zu trassieren. Am 13. Dezember 1977 wurde sie mit einem Sonderzug für geladene Gäste in Betrieb genommen. In den Eröffnungsansprachen wurde darauf hingewiesen, dass dies ein weiterer Meilenstein auf dem Wege zum Hafen von Eilat sei. Eilat – über dieses immer noch nicht erreichte Ziel am Roten Meer wird schon seit Ende der 1950er Jahre gesprochen. Auch hier macht sich, im Bereich klassischer Bahntransportaufgaben des Massengutverkehrs, die Konkurrenz der Straße bemerkbar.
Zwischenzeitlich war 1972 für kurze Zeit der Personenzugverkehr zwischen Gaza und Tel Aviv Darom wieder aufgenommen worden. Mit ihm konnten arabische Arbeiter und Pendler an den Unterwegshalten nach Tel Aviv und wieder zurück fahren. Die Verbindung wurde aber nach Ausbruch der Feiertagsruhe am Jom Kippur 1973 und folgendem Jom-Kippur-Krieg nicht wieder aufgenommen.

### Die Zeit nach dem Jom-Kippur-Krieg
Während des Jom-Kippur-Kriegs bewährte sich die RI als zuverlässiges Massenverkehrsmittel.
Wie bedeutend der Straßenverkehr in der Zwischenzeit geworden war, zeigt ein Angebot aus dem Jahr 1975, als die landesweit agierende Busverkehrsgenossenschaft Egged sich an der Übernahme des Personenverkehrs der RI interessiert zeigte. Egged argumentierte, der Busverkehr Tel Aviv–Haifa sei unwirtschaftlich und man wolle den Verkehr zwischen beiden Städten ganz auf die Schiene verlegen. Ob dies die wahre Absicht war oder ob dahinter die Überlegung stand, den Konkurrenten Schiene loszuwerden, indem man ihn aufkauft und stilllegt, bleibt offen.
Anfang der 1970er Jahre war die nördlichste RI-Strecke von Haifa nach Naharija von der Stilllegung bedroht. Das Zugangebot war auf einem Tiefpunkt angelangt. Verglichen mit Bussen und Sammeltaxen auf der parallel laufenden Hauptlandesstraße Kvisch 4 (כְּבִישׁ אַרְצִי רָאשִׁי 4 Kvīsch Arzī Roschī ) waren die Züge langsam und unkomfortabel. In der Folge wurde der Oberbau überarbeitet: Von Haifa wurden neue Gleise mit Betonschwellen bis kurz vor Akko verlegt. Industriebetriebe rund um die Bucht von Haifa erhielten Anschlussgleise. Der Bahnhof Naharija wurde umgestaltet. Der Erfolg im Fahrgastaufkommen rechtfertigte die Investitionen. Personenverkehr nördlich von Naharija gab es jedoch zu Zeiten der RI nicht mehr; von der einstigen HBT–Linie ist auf israelischer Seite der Abschnitt bis Betzet nur für den Güterverkehr erhalten geblieben.
Auf der Strecke nach Dimona nahm der Transport von Mineralien von Jahr zu Jahr zu. Ein großer Teil der Ladungen wird (und wurde) über den Hafen Aschdod verschifft. Bis zur Eröffnung der neuen Verbindungsstrecke „Chelezbahn“, der Verbindung von Qirjat Gat an die Küste am 17. November 1982, war das allerdings mit einem großen Umweg über Lod verbunden, wo die Lokomotiven zudem umsetzen mussten, um dann über die nördliche Sinai-Bahn Aschdod anzufahren. Mit dem Bau der 21 km langen Chelezbahn von Qirjat Gat zur Sinai-Bahn südlich von Aschqelon wurde Anfang 1980 begonnen. Sie verkürzt den Weg um 17 km. Die Sinai-Bahn zwischen Aschqelon und der Zomet Pleschet wurde aufgearbeitet. Die gesamten Baukosten betrugen damals 23 Millionen US-Dollar. Die Maximalneigung auf dem Neubauabschnitt beträgt 13 ‰.

### Zeit der Stagnation (1975–1990)
Während das Straßennetz in großem Umfang ausgebaut wurde, blieb das Eisenbahnnetz weitgehend auf dem Stand der 1950er Jahre. Außerdem nahm der Personenverkehr im nachfragestärksten Bereich, Tel Aviv, seit 1970 ab, auch weil der Tel Aviver Südbahnhof zugunsten des Auto- und Busverkehrs vom Stadtzentrum weg verlegt worden war, wo er kaum Zuspruch fand. Selbst auf der nachfragestärksten Strecke der RI (Tel Aviv–Haifa) gingen von Anfang der 1970er bis Ende der 1980er Jahre die Fahrgastzahlen um die Hälfte zurück. 1977 hatte die RI landesweit nur einen Anteil von 0,8 % am Verkehrsaufkommen. Daran trug eine Verkehrspolitik Schuld, die eindeutig auf den Ausbau des Straßennetzes gerichtet war. Erhöhungen der Gütertarife und der zunehmende Güterverkehr halfen nicht, das im Personenverkehr entstandene Defizit auszugleichen. Im Gegensatz zum Personenverkehr hatte sich das Güterverkehrsvolumen zwischen 1972 und 1988 verdoppelt. Der Anteil am Gesamtverkehr des Landes betrug 20 %.
Die am intensivsten genutzte Strecke des gesamten Netzes ist die Küstenbahn Tel Aviv–Haifa. Anfang der 1980er Jahre dauerte die kürzeste Fahrzeit zwischen Haifa Bat Gallim und Tel Aviv Merkaz eine Stunde. Damals war auf der eingleisigen Strecke das lückenlos geschweißte Gleis und die Sicherung durch Lichtsignale eingeführt worden. Seit dem 19. Juli 1997 betrug die kürzeste Fahrzeit 49 Minuten, doch gab es in Israel keine Zugabfahrt nach 20.30 Uhr. (Ein „Midnight Special“ fuhr eine Zeit lang zwischen Haifa und Tel Aviv. Er führte sogar einen Filmwagen, in dem Videos gezeigt wurden. Dem Experiment war aber kein Erfolg beschieden.)
Reisezugverkehr gab es 1984 nur zwischen Jerusalem und Tel Aviv Darom sowie Nahariyya und Tel Aviv Merkaz, also nicht mehr nach Beʾer Scheva. Sonntags bis freitags verkehrte ein Zugpaar auf der Strecke zwischen Tel Aviv Darom und Jerusalem, das fast zwei Stunden benötigte. Ein Bus brauchte hingegen eine Stunde. Gut gefüllt waren die Züge nie, die Bahnhöfe lagen weitab der Zentren. Außerdem gab es noch ein Zugpaar Haifa–Jerusalem, das ebenfalls sonntags bis freitags verkehrte.
Der Abschnitt der Sinai-Bahn durch den Gaza-Streifen nach Ägypten existierte zwar noch, war aber schon stark zugewachsen und wurde südlich von Aschqelon nicht mehr betrieben.
1985 gab es einen Stundentakt auf der Küstenbahn nördlich von Tel Aviv Merkaz, wo die Züge mit bis zu 120 km/h verkehrten. Bis Haifa betrugen die Fahrzeiten – je nach Zahl der Zwischenhalte – 66 bis 93 Minuten für 92 Kilometer, 5¦6 Zugpaare fuhren bis Naharija. Der Zuspruch von Reisenden war gut. Auf dem Gebiet des Güterverkehrs wurde von nächtlichen Ganzzügen mit Importkohle für das Kraftwerk Orot Rabin bei Chaderah berichtet.
Mit der Einführung des Sommerfahrplans am 6. April 1986 wurde der tägliche Zug zwischen Tel Aviv Darom und Jerusalem eingestellt und der Südbahnhof (Darom) für den Personenverkehr geschlossen, er blieb Betriebsbahnhof. Die Zahl der dort zu- oder aussteigenden Fahrgäste hatte sich von Jahr zu Jahr verringert. Es verblieb nur ein Zugpaar von Haifa über Rosch haʿAjin und Lod nach Jerusalem. Lediglich Touristen und wenige Pendler benutzten die Züge noch; der Wettbewerb mit der gut ausgebauten Autobus-Schnellstraße schien aussichtslos. Doch war die Aufrechterhaltung des Bahnverkehrs nach Jerusalem eine Frage des Prestiges der Heiligen Stadt, die als Hauptstadt Israels fungiert. So wurde die eingleisige Strecke von 1998 bis 2005 umfangreich saniert.
1986 hatten Lichtsignale die alten britischen Formsignale nördlich von Haifa ersetzt.
Ebenfalls 1986 tadelte der staatliche Rechnungsprüfer Israels die RI wegen des nachlässig durchgeführten Unterhalts der Anlagen; in einigen Fällen sah er sogar Fahrgäste gefährdet. Über die Hälfte des RI-Güterwagenparks und mehrere Personenwagen waren mindestens dreißig Jahre alt. Beim festgestellten Wartungsumfang wurde jedes Fahrzeug nur alle zwanzig Jahre einmal gewartet. Ferner stellte der Rechnungsprüfer fest, dass von den vorhandenen 44 Strecken- und 13 Rangierlokomotiven zwischen 1983 und 1985 fast jede zweite Maschine für Reparaturarbeiten abgestellt war. So erwies sich der Bahnbetrieb als immer störanfälliger: Lang anhaltender Regen im Winter 1987/88 sorgte für Unterbrechungen der Küstenbahn der Hauptlinie zwischen Tel Aviv und Haifa. Anfällig war vor allem das am Ende seiner Nutzungszeit angelangte Lichtsignalsystem, das daraufhin allmählich erneuert wurde. Die Reisezüge zwischen Haifa and Tel Aviv erlitten häufig Verspätungen von einer halben Stunde, gelegentlich sogar von einer ganzen Stunde – bei einer planmäßigen Reisezeit von 60 bis 90 Minuten für die 90 km lange Strecke. Der schlechte Zustand der Bahn führte zum Rücktritt des Generaldirektors.
Die Regierung zeigte Interesse an einer direkten Verbindung der erfolgreichen Nord- und Küstenbahn von Naharija/Haifa mit dem Netz südlich Tel Avivs (J&J-Linie), also an einer direkten Verbindung der Tel Aviver Kopfbahnhöfe Darom und Merkaz (so genannter Ajjalonkorridor, hebräisch פְּרוֹזְדּוֹר אַיָּלוֹן Prōsdōr Ajjalōn) ohne die zeitraubende weitläufige Umfahrung im Norden (Jarqonbahn) und Osten (Ostbahn) der Stadt, die bis dahin notwendig war. Die Stadtverwaltung von Tel Aviv drängte die RI zur schnellen Räumung des alten Bahnhofsgeländes des Zentralbahnhofs von Tel Aviv (Merkaz), damit der Ajjalon-Schnellweg (Kvisch ) gebaut werden könnte. Teile der Anschlussgleise verliefen im Bereich, wo der Schnellweg mit neuen Brücken das Mündungsgebiet des Ajjalons in den Jarqon queren sollte.
Für den Ajjalonkorridor wurde der erforderliche Platz geschaffen, indem der Ajjalon im Gebiet des Korridors begradigt und kanalisiert und die Uferzonen komplett für Verkehrsachsen überbaut wurden, so dass außen die Richtungsfahrbahnen des in Nord-Süd-Richtung verlaufenden Ajjalon-Schnellwegs (Kvisch ) in ihrer Mitte den in Betonmauern gefassten Ajjalon und die neue Bahnstrecke umschließen. Am 10. Januar 1988 wurden die alten Gleisanlagen des Kopfbahnhofs Tel Aviv Merkaz geschlossen. Ab dem folgenden Morgen fuhren die Züge von den neuen Bahnsteigen im Ajjalonkorridor, die den Betrieb als Durchgangsbahnhof vorbereiteten, der schließlich 1993 aufgenommen wurde. Zu diesem Zeitpunkt war der Umbau bei weitem noch nicht vollendet. Sicherungstechnik wurden erst drei Monate später bestellt, die Weichen blieben bis zu ihrem Einbau ortsbedient. Züge fuhren auf schriftlichen Befehl, was für Verspätungen sorgte. Offiziell in Betrieb genommen wurden die neue Gleisanlagen am 3. Mai 1988, das Empfangsgebäude von Ossip Klarwein aus dem Jahre 1954 blieb erhalten und in Nutzung. Ein gedeckter Fußgängersteg verbindet das alte Empfangsgebäude des Zentralbahnhofs Tel Aviv Merkaz mit den neuen, unten im Einschnitt des Ajjalonkorridors gelegenen Bahnsteigen. 
Zu dieser Zeit ereignete sich ein schwerer Unfall im Moschav HaBonim, südlich von Haifa, wo ein Zug in einen Schulbus fuhr, der auf einem Bahnübergang zum Stehen gekommen war. Dabei wurden 21 Menschen getötet, überwiegend Kinder.

### Nach 1990

#### Streckenausbau
Lange Jahre wurde die RI als separates wirtschaftliches Unternehmen des Verkehrsministeriums geführt. 1988 wurde die RI Teil der Raschut heNmalim (Behörde der Häfen) zugeschlagen, die dadurch zur Behörde für Häfen und Bahnen (רָשׁוּת הֶנְמַלִים וְהָרַכָּבוֹת Raschūt heNmalīm wə-ha-Rakkavōt, englisch Ports and Railways Authority) wurde. Dahinter stand der politische Wille, die Eisenbahn auf einen modernen Stand zu bringen, besonders den Reisezugverkehr, denn die Hafenbehörde arbeitet mit Gewinn. Quersubventionen sollten endlich die Investitionen ermöglichen, die aufgrund von Kapitalmangel bisher nicht durchgeführt werden konnten. Die Bahn sollte eine attraktive Alternative zum immer stärker werdenden, teilweise kollabierenden Straßenverkehr sein.
Regierung und Wirtschaftsausschuss der Knesset (Parlament) legten die Tarife als Teil der allgemeinen Verkehrspolitik fest. Der Reisezugverkehr wurde mit 30 % seiner Kosten subventioniert. Der Güterverkehr wurde nicht mehr subventioniert, obwohl die Frachtkosten festgelegt waren und teilweise nicht die Kosten deckten.
Am 31. Januar 1993 konnte die 4,5 km lange Strecke im Ajjalonkorridor zwischen Tel Aviv Merkaz und dem Südbahnhof Darom in Betrieb genommen werden, die meist befahrene Strecke des israelischen Bahnnetzes. Das Projekt einer Verbindung der beiden Bahnhöfe war jahrelang von Hindernissen begleitet. Als besondere Überraschung tauchten in der Baustelle, vier Meter unter der heutigen Oberfläche, die Reste einer sechstausend Jahre alten chalkolithischen Siedlung auf. Das Fehlen von vier Millionen US-Dollar drohte das Projekt scheitern zu lassen. Auch wurde die Straßenbrücke Gescher David Schiffman zwischen Tel Aviv und Ramat Gan über den Ajjalonkorridor so niedrig ausgeführt, dass der ursprünglich geplante Gleisverlauf verlegt werden musste. Drei weitere Bahnhöfe in Tel Avivs Stadtgebiet, haHagana und haSchalom im südlichen Verlauf des Korridors und „haUniversitah“ nördlich vom Zentralbahnhof entstanden in der Folge. Der nach dem 31. Januar 1993 geltende, grundsätzlich umgearbeitete Fahrplan band nun erstmals in großem Umfang Züge des Nordteils und des Südteils des RI-Netzes durch. Auch ein durchgehender Zug Jerusalem–Haifa war wieder im Angebot.
In Dimona wurde für drei Millionen US-Dollar ein Bahnbetriebswerk mit einer dreiständigen Reparaturhalle gebaut und am 2. Januar 1990 übergeben. Auf diese Weise konnten Überführungsfahrten von Negev-Lokomotiven zur Unterhaltung und Reparatur ins Ausbesserungswerk Qischon in Haifa eingeschränkt werden.
Anfang August 1990 wurde die wichtige Anschlussstrecke an das Rutenberg-Kohlekraftwerk, 42 km südlich von Aschdod, eröffnet. Dieses Anschlussgleis war, da der südlichere Teil des israelischen Abschnitt der Sinai-Bahn nach Gaza nicht mehr befahren wurde, bis 2010 der Südabschluss der historischen Strecke. Dann begannen an der Sinai-Bahn die Arbeiten für die Neubaustrecke der Westlichen Negevbahn. Auf dem Gelände des Kraftwerks durchfuhren die Züge eine Wendeschleife. Im Hafen von Aschdod gibt es seit 1990 für sie eine eigene Verladeanlage.
Ab etwa 1990 wurde die Küstenbahn der Hauptlinie Tel Aviv–Haifa, damals für 105 km/h zugelassen, ausgebaut und auf einigen Abschnitten ein zweites Gleis verlegt. Ein Ziel war es, die Höchstgeschwindigkeit heraufzusetzen. Bei Versuchsfahrten wurden 125 km/h erreicht. Die zweigleisigen Strecken sind für Gleiswechselbetrieb ausgelegt; im Regelbetrieb wird in britischer Tradition links gefahren.
Einige Abschnitte im Netz der RI wurden ab 1990 um ein zweites Gleis ergänzt, wozu der Bau zusätzlicher Bahnsteige und Bahnsteigüberdachungen notwendig war. Auch das Signalsystem musste angepasst werden. Küstenbahn zwischen Tel Aviv und Netanja wurde zweigleisig ausgebaut, der Zugverkehr verdichtet. All das war Teil eines mit beachtlichen Investitionen verbundenen Modernisierungsprogramms nach Jahrzehnten der Vernachlässigung.
Am 6. März 1991 wurde der Reisezugverkehr der J&J-Linie zwischen Tel Aviv Darom (Süd) und Jerusalem, der im April 1986 eingestellt worden war, wieder aufgenommen. Je zwei Züge verließen die Endbahnhöfe um .00 und 16.00, sie kreuzten in Beit Schemesch. Zum selben Zeitpunkt wurde das Zugpaar Haifa–Jerusalem auf die Strecke Haifa–Tel Aviv Merkaz (Zentral) beschränkt. Seitdem fuhr kein Reisezug mehr über die Ringbahn (Jarqon- und Ostbahn) um Tel Aviv zwischen Zomet Tel Baruch und Lod über Bnei Braq.
1991 genehmigte der Verkehrsminister Investitionen für den Personenverkehr in Höhe von 500 Mio. NIS. Der Eisenbahnentwicklungsplan für die folgenden zehn Jahre enthielt Erweiterungen des Personenverkehrs, auch auf neuen Strecken, und eine Erhöhung des Zugfrequenz auf den vorhandenen Strecken.
Der 15. Oktober 1991 war der erste Tag, an dem ein neuer, dichterer Fahrplan galt. Neu war unter anderem eine Reisezugverbindung zwischen Tel Aviv Darom und Rechovot (südlich Tel Avivs) auf der nördlichen Sinai-Bahn, ehemals in Ägypten endend. Sie erwies sich rasch als derart attraktiv, dass von 1998 an täglich 13 Zugpaare angeboten wurden. Einige sind durchgebunden bis Netanja, Haifa oder Naharija. Mit dem verbesserten Angebot konnte die RI einen Fahrgastzuwachs von 16 % erzielen. Trotz der ermutigenden Zahlen kündigte die Regierung an, die 500 Millionen US-$, die für Eisenbahninvestitionen vorgesehen waren, dem Straßenausbau zuzuschlagen. Wohin solche Entscheidungen führen, zeigte der darauffolgende Winter: Nach mehreren Jahren Trockenheit war er, wie überall im Nahen Osten, auch in Israel sehr streng. Sturzbachartige Regenfälle, Stürme, Überschwemmungen und starke Schneefälle sorgten für zahlreiche Schäden und Straßenverkehrsunterbrechnungen. Ende Februar 1992 überflutete der Qischon die gesamten Uferzonen an der Haifa-Bucht. Jerusalem war nach Schneestürmen zwei Tage lang von der Außenwelt abgeschlossen. Während Straßen durch Schnee und Überschwemmungen unpassierbar waren, fuhr die Eisenbahn weitgehend unbehindert. Die RI richtete mit zusätzlichen Zügen einen Notdienst zwischen Haifa und Naharija und auf der J&J-Linie nach Jerusalem ab Tel Aviv Darom (Süd) ein. Die Züge fuhren voll belegt.

#### Fahrzeuge
Am 14. Juni 1992 traf der erste dänische Dieseltriebzug, entsprechend einer IC3-Garnitur, in Israel ein, die erste Testfahrt erfolgte am 18. Juni, und am 21. Juni wurde das neue Fahrzeug einer ausgewählten Öffentlichkeit und den Medien vorgestellt. Mitte Oktober wurden im Hafen von Haifa weitere vier dieser Garnituren entladen.

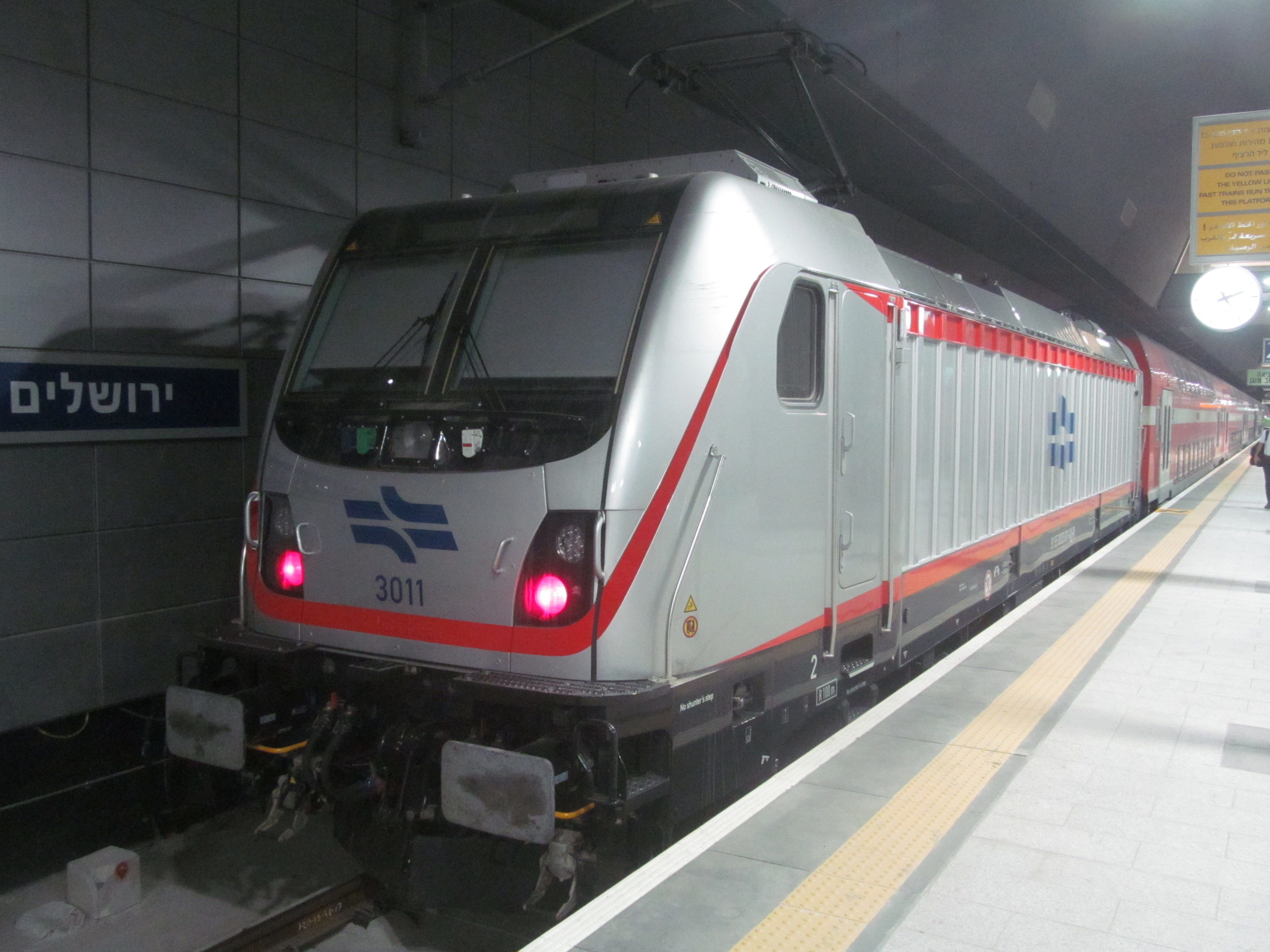
Ein Bombardier Traxx P160 AC3 im Bahnhof Jerusalem – Jitzchak Nawon

Nachdem die IC3-Einheiten zahlreiche Probefahrten auf verschiedenen Strecken hinter sich gebracht hatten, nahmen sie am 23. November 1992 ihren Dienst im Regelverkehr auf. Sie führten zunächst täglich drei Hin- und Rückfahrten zwischen Tel Aviv und Haifa durch, zwei zusätzlich zum bestehenden Fahrplan. Der Versuch der RI, hierfür einen erhöhten, besonderen Fahrpreis zu verlangen, scheiterte. Die Fahrgäste fuhren mit den billigeren „normalen“ Zügen. Seit dem 31. Januar 1993 galten deshalb die regulären Preise auch für die IC3-Garnituren. Sie wurden in den folgenden Jahren erfolgreich eingesetzt, auch auf der historischen Strecke nach Jerusalem. Ende 2023 wurde ihr Betrieb aufgegeben. Die letzte planmäßige Fahrt fand am 30. November 2023 statt. Über einen Verkauf der Fahrzeuge an die ungarische Eisenbahn (MAV) wird verhandelt.
2015 und 2018 wurden die ersten elektrischen Lokomotiven und Triebwagen aus deutscher Produktion für die neu elektrifizierten Strecken beschafft.

#### Rückschläge
Am 13. Juli 1998 kam das vorläufige Aus für die J&J-Linie zwischen Jaziz und Jerusalem, nachdem binnen zweier Tage vier Entgleisungen stattfanden. Schon 1997 waren auf diesem Abschnitt sechs Züge entgleist. Erst 2005 konnte nach eingehender Sanierung der Betrieb wieder aufgenommen werden.
Der Personenverkehr nach Beʾer Scheva ruhte zwischen 1979 und Anfang 1997. Dann wurde die Strecke für 150 km/h hergerichtet. Seit im Juli 1999 das Zugangebot auf drei Paare montags bis mittwochs bzw. vier Paare sonntags und donnerstags angehoben wurde, nahmen die Fahrgastzahlen sprunghaft zu. Beʾer Scheva erhielt 1999 den neuen, stadtnäheren Bahnhof Beʾer Scheva Merkaz (d. h. Zentrum) und schließlich einen Stundentakt nach Tel Aviv.

### Gaza-Krieg
Der Terrorangriff der Hamas auf Israel am 7. Oktober 2023 fand an einem Samstagmorgen statt, als der Betrieb der Israel Railways planmäßig ruhte. So waren davon Züge oder Fahrgäste nicht betroffen.
In der Folge entwickelte sich aus dem Angriff der Krieg in Israel und Gaza und die Hisbollah griff Israel fast täglich an. Auf den Strecken der Israel Railways, die von Angriffen unmittelbar bedroht waren, wurde der Verkehr eingestellt, auf dem übrigen Streckennetz mit einem ausgedünnten Fahrplan gefahren, wobei Bahnhöfe für den Verkehr geschlossen blieben. Die Betriebseinstellungen betrafen:
- die Bahnstrecke Aschqelon–Beʾer Scheva (auch Westliche Negevbahn), die südlich von Aschqelon unmittelbar an der Grünen Linie zum Gazastreifen entlang führt. Sie wurde allerdings schon seit Mitte 2023 aus Sicherheitsgründen nicht mehr befahren.[8] Hier wurde auch die Infrastruktur durch Raketeneinschläge beschädigt. Die Reparaturarbeiten konnten am 4. November 2023 beginnen.[9] Am 11. November verkehrten wieder Züge zwischen Beʾer Scheva und Netivot.[10]
- die Bahnstrecke Kirjat Motzkin–Karmiʾel. Am 25. Oktober wurde der Verkehr wieder aufgenommen[11], der Bahnhof Achihud allerdings blieb bis zum 24. November 2023 geschlossen.[12]
- die Bahnstrecke Haifa–Beit Scheʾan (Neue Jesreʾeltalbahn). Am 1. November wurde der Verkehr wieder aufgenommen[13], der Bahnhof von Migdal HaʿEmeq / Kfar Baruch wurde erst ab 12. November 2023 wieder bedient.[14]
- die Bahnstrecke Rischon LeZion–Modiʿin
- die Bahnhöfe Raʿananna Maʿarav (d. h. West; bis zum 17. Dezember 2024[15]), Raʿananna Darom (d. h. Ost) und Hod haScharon Sokolow (bis zum 24. November 2023[16]) an der Scharonbahn
- den Bahnhof Paʾatei Modiʿin an der Bahnstrecke Tel Aviv–Modiʿin Center bis zum 12. November 2023.[17]
- den Bahnhof Beit Schemesch an der Bahnstrecke Jaffa–Jerusalem
- die Bahnhöfe Kfar Chabad (bis zum 24. November 2023[18]), Lod Gannei Aviv (bis zum 28. November 2024[19]), Ramla, Mazkeret Batya, Kiryat Malʾachi / Joʾav (die beiden letzteren bis zum 5. November 2023[20]), Kirjat Gat und Beʾer Scheva Zafon / Universitah an der Bahnstrecke Naharija–Beʾer Scheva. Seit dem 24. November 2023 verkehrten wieder durchgehende Züge zwischen Karmiʾel und Beʾer Scheva.[21]
- den Bahnhof Javne Mizrach an der Bahnstrecke Aschdod–Lod. Hier wurde der Betrieb am 28. November 2024 wieder aufgenommen.[22]
- den Bahnhof Dimona an der Bahnstrecke in den Negev und damit der komplette Personenverkehr auf dieser Strecke. Hier wurde der Betrieb am 13. Dezember 2023 wieder aufgenommen.[23]
- den Bahnhof Bat Jam Komemijjut. Hier wurde der Betrieb am 28. November 2024 wieder aufgenommen.[24]
- den Bahnhof Zomet Cholon. Hier wurde der Betrieb am 10. Dezember 2024 wieder aufgenommen.[25]
- den Bahnhof Kirjat Chaim. Hier wurde der Betrieb am 10. Dezember 2024 wieder aufgenommen.[26]
- den Bahnhof Netanja Sappir. Hier wurde der Betrieb am 10. Dezember 2024 – aber nur Freitags – wieder aufgenommen.[27]

Zunächst verkehrten die Züge nun durchgehend auch am Schabbat, zum ersten Mal in der Geschichte der Israel Railways. Um den Eisenbahnbetrieb am Schabbat entwickelte sich ein heftiger Streit. Während laut Umfragen 71 % der Israelis dafür sind, auch in Friedenszeiten den ÖPNV am Schabbat fahren zu lassen, stellte der Verkehrsminister aus Rücksicht auf die ultra-religiösen Parteien den Betrieb nach vier Wochen wieder ein. Dagegen erhoben sich heftige Proteste.

## Streckennetz

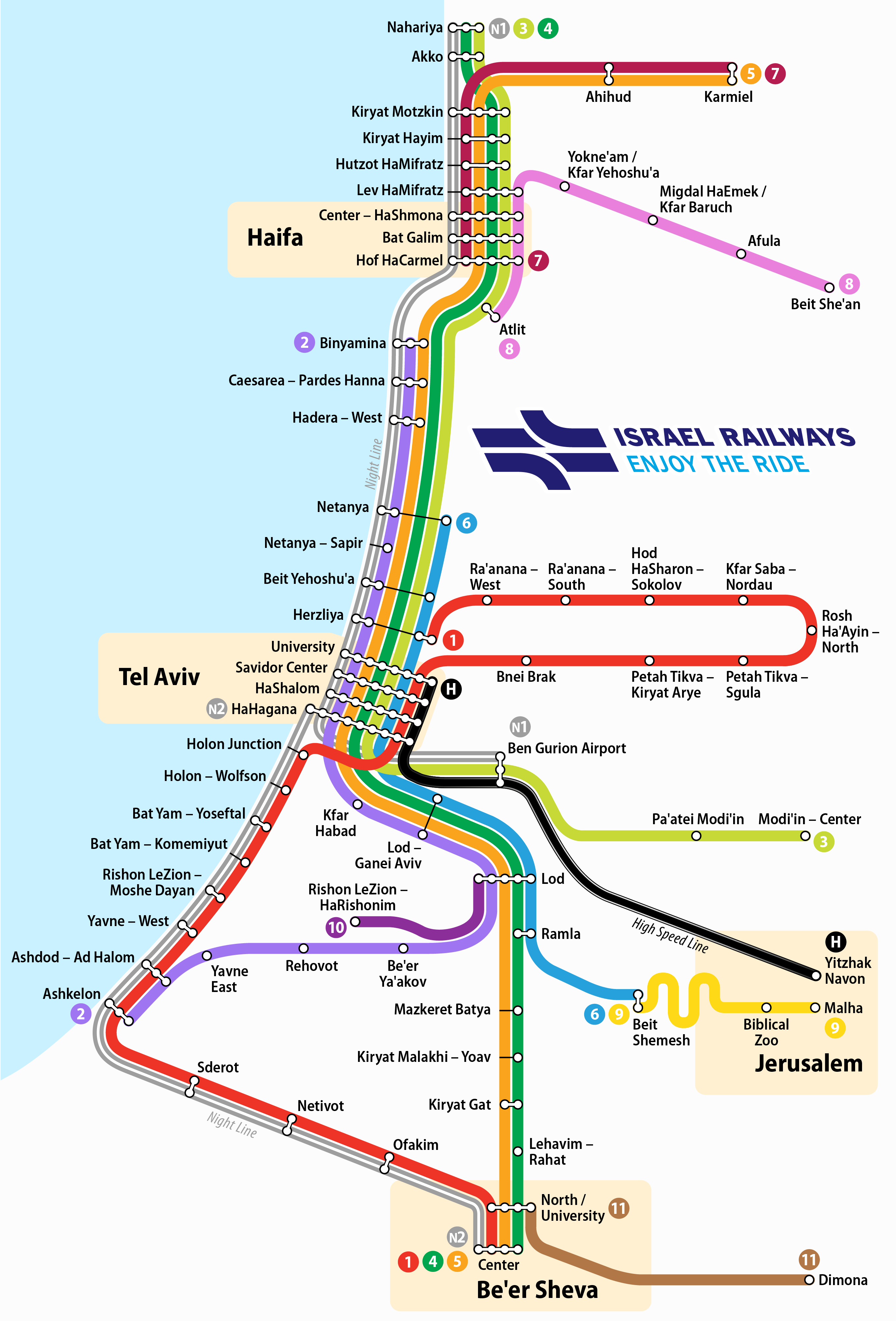
Liniennetz der Israel Railway (auf Englisch)

Netz der Rakkevet Israel einschließlich ehemaliger Strecken von Palestine Railways und Osmanischer Militärbahn (blau: Personen / Personen- u. Güterverkehr, davon hellblau: elektrifiziert; grün: nur Güterverkehr; rot: Stadtbahnen; braun: im Bau; grau: stillgelegt)

Die Verkehrsführung wird stark durch die geographischen Gegebenheiten beeinflusst. Für den Verkehr günstige Ebenen bestehen hauptsächlich entlang der Küsten, dahinter schließen sich in Galiläa und dem Westjordanland Gebirgszüge an (Judäisches Bergland, Karmelgebirge etc.), die weiter östlich abrupt zum Jordangraben abfallen.
Aufgrund dieser Bedingungen verlaufen die Strecken der israelischen Eisenbahn vornehmlich in Küsten- und Jesreelebene sowie im nördlichen Negev. Ausnahmen sind die Bahnstrecken von Tel Aviv nach Jerusalem, die Strecke von Akko nach Karmiʾel (Karmiʾelbahn), sowie die ehemalige Jesreʾeltalbahn zur Hedschasbahn durch das Jordantal. Das Streckennetz hat eine Gesamtlänge von etwa 1040 Kilometern.
Auf zweigleisigen Strecken besteht in der Regel Linksverkehr.
Streckenübersicht
| Strecke von–nach                                     | über                                                                                      | Erläuterungen |
| ---------------------------------------------------- | ----------------------------------------------------------------------------------------- | --- |
| Tel Aviv–Naharija (Küstenbahn der Hauptlinie)        | Herzlia–Netanja–Haifa–Akko                                                                | Diese Strecke (Küstenbahn) hatte ursprünglich eine Fortsetzung über Beirut nach Norden (HBT-Linie); nördlich von Naharija bestehen noch Reste der Gleisanlagen. Die Tunnel an der israelisch-libanesischen Grenze unmittelbar an der Mittelmeerküste können besichtigt werden (siehe Rosch haNikra). Zweigleisig. Zwischen Tel Aviv und Binyamina wurde der elektrische Betrieb am 3. Februar 2024 aufgenommen. |

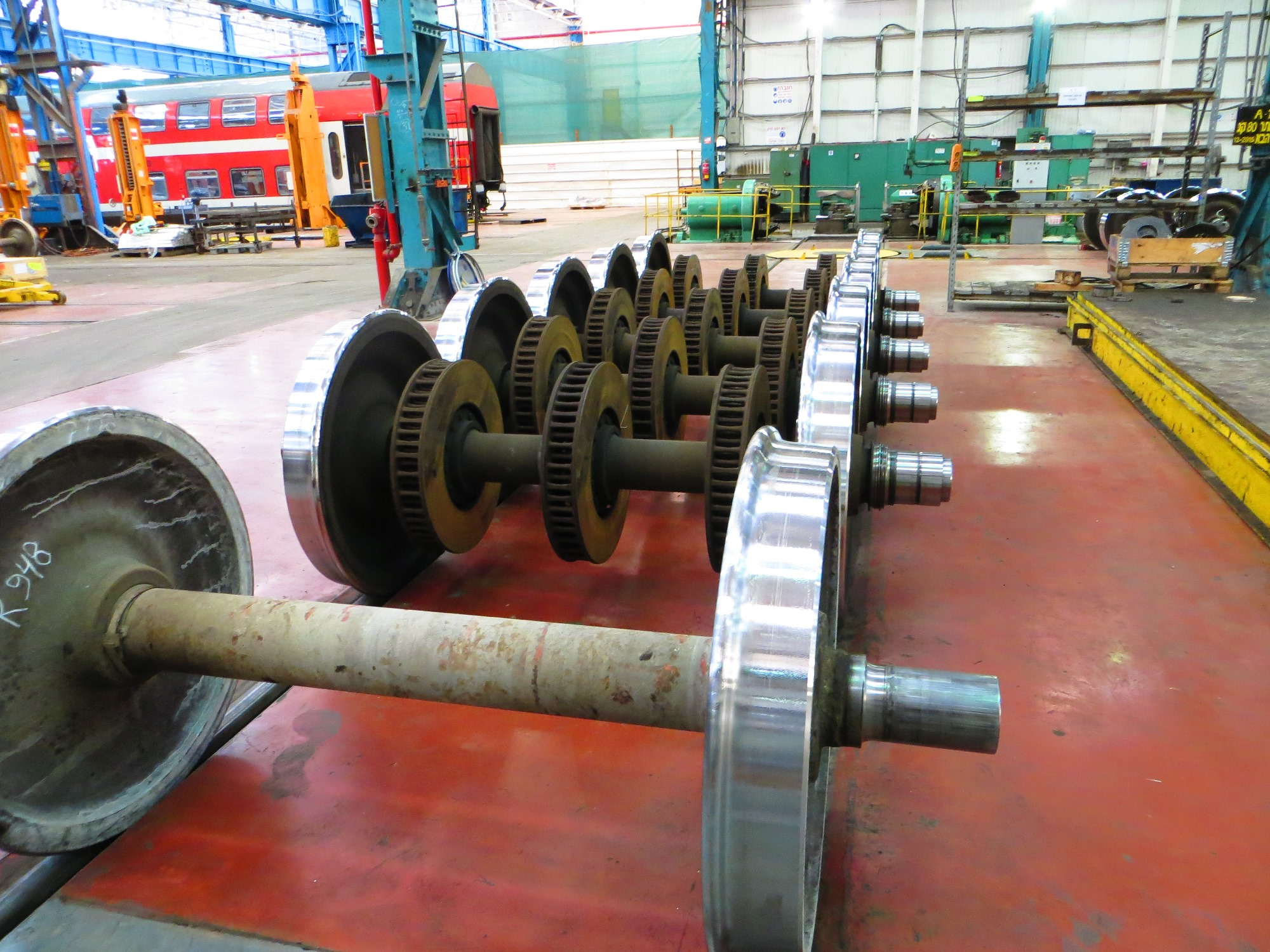
Im 1932 erbauten Ausbesserungswerk Qischon in Haifa, 2015

| Tel Aviv–Pleschet                                    | Tel Aviv haHagannah–Cholon (2×)–Bat Jam (2×)–Rischon LeZion Moscheh Dajjan–Javneh Maʿarav | Die Bahnstrecke Tel Aviv–Pleschet ist zweigleisig und elektrifiziert |
| Haifa–Beit Scheʾan (Neue Jesreʾeltalbahn)            | Joqneʿam/Kfar Jehoschua–Migdal haʿEmeq/Kfar Baruch–Afula                                  | auch Neue Jesreʾeltalbahn genannt nach der aufgegebenen Jesreʾeltalbahn, deren Verlauf sie in Teilen nutzt. Eingleisig. |
| Herzliah–Kfar Saba (Scharonbahn)                     | Raʿanannah–Hod haScharon                                                                  | Zweigleisig und elektrifiziert |
| Jaffa–Jerusalem (J&J-Strecke)                        | Tel Aviv–Kfar Chabad–Lod–Ramla–Naʿan–Beit Schemesch                                       | Nach umfangreicher Sanierung seit 2005 zwischen Tel Aviv Darom und Jerusalem wieder betriebsbereit, jedoch seit März 2020 ab Tel Aviv ha-Hagannah nur bis Beit Schemesch in Betrieb. Die Strecke überwindet auf 50 Kilometern 700 Meter Höhenunterschied. Eingleisig. |
| Rosch haʿAjin–Lod (südliche Ostbahn)                 |                                                                                           | eingleisige Güterstrecke auf dem südlicher Abschnitt der Ostbahn, deren nördlicher Abschnitt nach Chaderah in den 1960ern Jahren stillgelegt wurde, zwischen Jarqon- und Scharonbahn seit 2003 zweigleisig ist und bis 2026 in ganzer Länge ohne niveaugleiche Querungen zweigleisig wieder in Betrieb gehen soll                                                                                               |
| Verzweigung Schappirim–Modiʿin Merkaz                | Ben-Gurion-Flughafen–Paʾatei Modiʿin                                                      | Zweigleisig. Auch Teil der in Bau befindlichen Bahnstrecke Rischon LeZion–Modiʿin |
| Lod–Rischon LeZion/haRischonim                       |                                                                                           | Zweigleisig; Teil der in Bau befindlichen Bahnstrecke Rischon LeZion–Modiʿin |
| Verzweigung Pleschet–Aschdod Hafen                   |                                                                                           | Güterverkehrsstrecke zum Hafen von Aschdod. Eingleisig. |
| Lod–Aschqelon (nördliche Sinai-Bahn)                 | Rechovot–Javneh Mizrach–Aschdod                                                           | Teil der Sinai-Bahn und früher über Gaza und den Sinai weiter nach Ägypten. Zweigleisig zwischen Lod und Rechovot und zwischen Zomet Pleschet und Aschqelon. Zwischen Tel Aviv und Ashkelon wurde der elektrische Betrieb am 3. Februar 2024 aufgenommen. |
| Aschqelon–Qirjat Gat (Chelezbahn)                    |                                                                                           | eingleisige Güterverkehrsstrecke |
| Aschqelon–Beʾer Scheva                               | Sderot–Netivot–Ofaqim                                                                     | Eingleisig. Bahnstrecke Aschqelon–Beʾer Scheva |
| Lod–Wüste Zin (Negev- oder Südbahn der Hauptlinie)   | Qirjat Gat–Beʾer Scheva–Dimona                                                            | Ab Dimona nur Güterverkehr. Eine Weiterführung durch das Aravatal bis nach Eilat ist seit langem in Planung. Zweites Gleis bis Beʾer Scheva im Bau. Nachdem das Phosphat-Bergwerk am Nachal Zin geschlossen wurde, verkehrte der letzte Zug von dort am 24. März 2021. Seitdem ist die Strecke südlich von Mamschit ohne Verkehr.                                                                               |
| Dimona–Mischor Rotem                                 |                                                                                           | Güterverkehrsstrecke zu Phosphatbergwerk und Gaskraftwerk Mischor Rotem und Umladebahnhof für Mineralien des Toten Meeres. Eingleisig. |
| Beʾer Scheva Zafon / Universitah–Beʾer Scheva Merkaz |                                                                                           | Strecke von der Hauptlinie zum Kopfbahnhof im Stadtzentrum Beʾer Schevas. Zweigleisig im Bau. |
| Beʾer Scheva-Zafon / Universitah–Ramat Chovav        |                                                                                           | Güterstrecke im Verlauf der südlichen Militärbahn Masʿūdiyya–Sinai zum Industriegebiet Ramat Chovav. Eingleisig. |
| Schnellfahrstrecke Tel Aviv–Jerusalem                | Ben-Gurion-Flughafen                                                                      | Zweigleisige Hochgeschwindigkeitsstrecke mit bis zu 160 km/h befahrbar, elektrifiziert |

## Fahrzeugpark
Bisher werden im Streckennetz Diesellokomotiven (insgesamt etwa 120 Maschinen verschiedener Typen) eingesetzt. Die Elektrifizierung des Eisenbahnsystems ist im Gange. Für den Intercity-Verkehr stehen 40 dieselelektrische Triebwagen zur Verfügung. Neben etwa 160 Reisezugwagen nutzt Rakkevet Israel (RI) etwa 700 Güterwagen.

### Erste Triebfahrzeuge
Das erste Jahrzehnt der RI war eine Periode der Expansion und der Erneuerung. 1952 wurden erste Diesellokomotiven im Auftrag der RI gebaut. Zunächst aber mussten sich die Dieseltriebfahrzeuge die Aufgaben noch mit den reichlich vorhandenen Dampflokomotiven teilen. Lieferant war die Société Anglo-Franco-Belge (SAFB) in La Croyère. Den Antriebsteil steuerte die Electro Motive Division von GM, USA, bei. Die Lokomotiven hatten eine Leistung von 827 kW (1125 PS). Ihre Dienstmasse beträgt 84 t. Sie sind robust gebaut und erwiesen sich als beinahe unverwüstlich. 1999 waren noch immer zwei einsatzbereit. Da sich die SAFB-Lokomotiven von Anfang an bewährten, folgte bald eine zweite Bestellung über fünf Maschinen, 1954 hergestellt. Diese lieferte GM komplett. Bis 1966 wurden nicht weniger als 23 Lokomotiven dieses Typs bei den RI in Dienst gestellt.
Für den Rangierdienst und lokale Güterzüge lieferte die Maschinenfabrik Esslingen zwischen 1955 und 1957 18 dreiachsige Lokomotiven der bundesdeutschen Baureihe V 60. Weitere Diesellokomotiven aus Deutschland waren drei Zweiachser von Klöckner-Humboldt-Deutz AG (KHD). Die Esslinger Diesellok mit der Nummer 212 wurde nach ihrer Ausmusterung dem Israelischen Eisenbahnmuseum in Haifa übergeben. Dorthin gelangte auch die Deutz-Lok 203, die allerdings aus nicht mehr nachvollziehbaren Gründen zuvor die Nummernschilder der 201 erhalten hatte.
Eine wenig glückliche Hand hatte die RI, als sie – ebenfalls bei der Maschinenfabrik Esslingen – dreiteilige Dieseltriebzüge nach Art der deutschen VT 08 bestellte. Die Esslinger Dieseltriebzüge waren, ebenso wie die V 60, Teil deutscher Wiedergutmachungsleistungen an Israel.
Der erste der Esslinger Dieseltriebzüge wurde Anfang 1956 geliefert. Mit 1000-PS-Motoren von Maybach und hydraulischer Kraftübertragung ausgerüstet erreichten sie eine Höchstgeschwindigkeit von 120 km/h. Einige dieser Fahrzeuge wurden im Auftrag bei Linke-Hofmann-Busch gefertigt. Die Sitze waren in Großräumen 2+3 angeordnet, die Innenräume mit dunklem Furnier verkleidet. Einer Esslinger Garnitur wurde die Ehre zuteil, als erster offizieller Zug in Beʾer Scheva einzutreffen. Trotz warnender Stimmen, dass ein solch hochentwickeltes technisches Erzeugnis für ein nahöstliches Land mit viel Staub, großer Hitze und wenig geschultem Personal ungeeignet sei, wurde die Serie fertiggestellt. Ein Produktionsstopp war zwar noch im Oktober 1956 empfohlen worden, aber zu spät. So waren die Maybach-Motoren und die Kraftübertragungsanlagen eine ständige Quelle des Ärgers. In der Folge wurden die Motoren ausgebaut und die Garnituren mit Diesellokomotiven bespannt. Nachdem der Reisezugverkehr nach Beʾer Scheva und Dimona 1979 aufgegeben worden war, waren die Esslinger Triebzüge weitgehend überflüssig und wurden 1980 abgestellt. Lange dachten die Verantwortlichen bei der RI darüber nach, was mit den Fahrzeugen geschehen könnte. Ein Verkauf ins Ausland wurde erwogen. Einige der Mittelwagen kamen umgebaut als normale Reisezugwagen zum Einsatz, die meisten aber fristeten nun ein Dasein auf Abstellgleisen. Heute findet man sie im ganzen Land verstreut, sekundär verwendet. Ein Wagen fand sich als Restaurant in Haifa wieder, einer ist für das Eisenbahnmuseum dort gesichert. Damit hatten sich Triebwagen in Israel erneut nicht durchsetzen können.
Einen kleinen Nutzen zog die RI aus dem Sinai-Feldzug von 1956: Eine ganze Menge Eisenbahnmaterial wurde erbeutet, das die Ägypter beim überstürzten Rückzug nach Westen zurückgelassen hatten. Darunter befanden sich sechs Lokomotiven sowie zahlreiche Reisezug- und Güterwagen. Die Lokomotiven wurden sofort dem Betriebsdienst zugeteilt und eingesetzt. Darunter befanden sich auch fünf ägyptische Dampfloks, alles 1’D-Schlepptendermaschinen der Baureihe 545. Drei hatte 1928 die North British Locomotive Company gebaut, die beiden anderen im Jahr 1931 Borsig. Sie wurden zusammen mit den letzten israelischen Dampfloks ab 1959 verschrottet. Die sechste Lokomotive war eine Diesellokomotive der Baureihe 4211, die 1970 verschrottet wurde.

### Fahrzeugpark ab 1989
1989 erhielt die RI eine sechsachsige dieselelektrische Güterzuglokomotive mit Endführerstand des Typs GT26CW-2 von General Motors (EMD) mit 2206 kW (3000 PS). Sie erhielt die RI-Nummer 701 und ist eine verstärkte Version einer bereits bei der RI vorhandenen Güterzuglokomotivbauart. Sie soll vor den Kohleganzzügen eingesetzt werden, die seit 1990 auf der 42 km langen Strecke zwischen der neuen Entladeanlage im Hafen von Aschdod und dem ebenfalls neuen Rutenberg-Kraftwerk bei Aschqelon verkehren. Das Kraftwerk besitzt ein eigenes Anschlussgleis mit Wendeschleife.

### Erste neue Reisezugwagen
Die Reisezugwagen der Palestine Railways überlebten die Dampflokomotiven noch um viele Jahre. Die RI frischten ihr äußeres Erscheinungsbild auf, indem sie ihnen einen grauen Außenanstrich verliehen, der durch ein rotes Band direkt unterhalb der Fenster aufgelockert wurde. Damit passten die Wagen farblich zu den Dieselloks. Im Wageninneren ersetzten gepolsterte Sitze die Holzsitze der ehemaligen dritten Klasse. Die Bahn führt – was wohl aus den sozialistischen Gründerjahren des Staates Israel tradiert – bis heute nur eine Einheitsklasse in ihren Reisezügen.
Es sollte bis 1955 dauern, ehe Neubauwagen nach Israel kamen und das Bild der neuen Bahn sich nicht allein in neuen Lokomotiven ausdrückte. Diese Wagen, acht an der Zahl, baute die deutsche Firma Orenstein & Koppel. Sie führte ein Modell ein, das sich sehr bewährte, und der Typ wurde mehrfach mit nur geringfügigen Änderungen nachbeschafft: Erstmals geschah das 1961. Lieferant der 14 Wagen waren die Établissements Carel et Fouché in Aubevoye (Frankreich). Der Grundriss mit Doppeltüren an jedem Wagenende und Großräumen mit Sitzen in Vis-à-vis-Anordnung hat bis heute Bestand. Anfangs waren die Wagen bei einer Sitzanordnung von 3+2 recht spartanisch ausgestattet. Dunkelgrüne Kunstledersitze, dunkelbraune Wandvertäfelungen und eine schwache Beleuchtung verbreiteten in den Abendstunden eine wenig ansprechende Atmosphäre. Der geringe Komfort bot für die Mehrheit der potentiellen Reisenden keine ernstzunehmende Alternative zu einem sich rasant entwickelnden Individualverkehr. Erst später wurde in der israelischen Verkehrspolitik mehr Wert auf Annehmlichkeiten gelegt.
1958 ging erneut ein Auftrag nach Europa, diesmal an die jugoslawische Firma Boris Kidrić in Maribor. Deren erste Lieferung bestand ebenfalls aus 14 Wagen. Die weiteren Lieferungen verteilten sich auf die Folgejahre, bis 1972 der dreiundvierzigste und letzte Wagen dieser Bauart nach Israel gelangte. Gegenüber ihren Vorgängern besaßen die jugoslawischen Wagen eine erheblich freundlichere Innenausstattung. Hellblaue bzw. hellgraue Sitzbezüge und eine gute Beleuchtung machten das Reisen in ihnen im Vergleich deutlich angenehmer.
Zwei französische und sechs jugoslawische Wagen sowie mehrere umgebaute Steuerwagen ehemaliger Esslinger Triebwagen waren als Halbbuffetwagen ausgestattet, hatten also in der einen Wagenhälfte normale Sitzplätze, während den Reisenden in der anderen Hälfte Speisen und Getränke angeboten wurden.
400 Güter- und Reisezugwagen gehörten zu den Importen aus Deutschland im Rahmen der deutschen Reparationsleistungen. 1962 bestand etwa die Hälfte der Personenwagen aus mit Shillumim-Mitteln erworbenen Fahrzeugen. Die RI war mit dem aus Deutschland gelieferten Material im Allgemeinen zufrieden.

### Reisezugwagenbeschaffung ab 1977
1977 kaufte die RI acht gebrauchte Personenwagen um neue Fahrgäste für die Strecke Tel Aviv–Haifa zu gewinnen. Diese Großraumwagen 2. Klasse mit 62 Sitzplätzen in Vis-à-vis-Anordnung vom Typ Mark 2 C, 1970 in Derby gebaut und am 7. November 1970 an die British Rail geliefert, waren die komfortabelsten Wagen, die es bis dahin bei der RI gab. Sie wurden aufgearbeitet und mit einem Zweifarbenanstrich versehen – oben hellblau, unten dunkelblau. Eigentlich wollte die RI italienische Triebwagen des bewährten Typs ALn 668 kaufen. Finanzielle Restriktionen machten den Kauf von neuen Fahrzeugen jedoch unmöglich. Bereits einige Jahre zuvor hatte die RI den Kauf britischer Wagen in Betracht gezogen und eine Anfrage an die BR wegen des Kaufs von gebrauchten Mark-2-Wagen gestellt. Da die Wagen klimatisiert sein sollten, die BR aber dergleichen nicht im Gebrauchtwagenangebot hatte, kam ein Kauf zunächst nicht zustande.
Aufgrund der fehlenden Klimatisierung und kleinen Lüftungsöffnungen waren die Wagen bei den Fahrgästen jedoch sehr unbeliebt. Erschwerend kam hinzu, dass während der Einführung der Wagen Chamsin herrschte.

### Reisezugwagenbeschaffung ab 1989
Die alten Reisezugwagen von Orenstein und Koppel wurden 1989 in Generatorwagen umgebaut. Sie dienen der Energieversorgung der Wagenzüge einschließlich der Klimaanlagen, da die israelischen Diesellokomotiven nicht mit Versorgungseinrichtungen für die Zugsammelschiene ausgerüstet wurden.
ABB Scandia in Dänemark erhielt einen Auftrag in Höhe von etwa $US 52 Mio. zur Lieferung von zehn dreiteiligen Dieseltriebwagen der dänischen Reihe MF – hebräisch קְרוֹנוֹעִים Qrōnōʿīm genannt. Später wurde etwa ein Drittel der Züge bei der Firma IAI Ramta in Israel in Lizenz – zum Teil aus vorgefertigten Teilen – gebaut, die übrigen in Randers in Dänemark. Am 14. Juni 1992 traf der erste dänische Dieseltriebzug in Israel ein, die erste Testfahrt erfolgte am 18. Juni, und am 21. Juni wurde das neue Fahrzeug einer ausgewählten Öffentlichkeit und den Medien vorgestellt. Mitte Oktober wurden weitere vier im Hafen von Haifa entladen. Das letzte Los wurde 1996 geliefert.

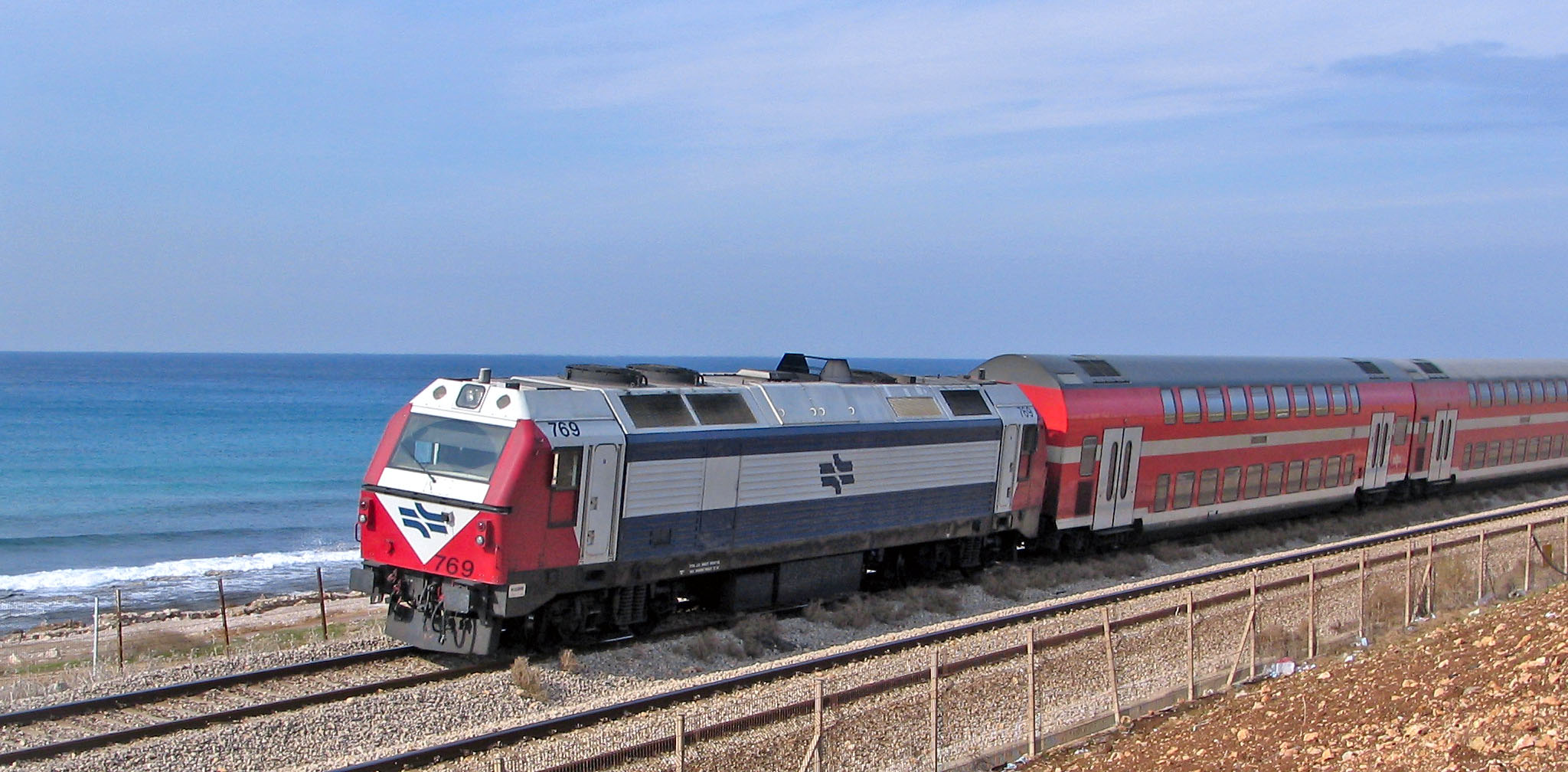
Doppelstockzug bei Haifa

Eine originelle Wagenbeschaffung erfolgte 1996: Acht französische Inox-Wagen aus einer größeren, ab 1959 für die SNCF beschafften Serie. Gebaut wurden sie von Établissements Carel et Fouché in Lizenz der amerikanischen Budd Manufacturing Co. Die Besonderheit ist die Verwendung nichtrostenden Stahls für die Außenhaut. Die Wagen haben keine Klimaanlagen und wurden in Frankreich deshalb 1977 ersetzt.
Ebenfalls 1996 setzte die RI erstmals Wendezuggarnituren ein, die von GEC-Alsthom, Barcelona, gefertigt und zumindest teilweise von Haargaz in Israel zusammengebaut wurden. Im Oktober 1996 waren sie zu Testfahrten unterwegs, am 9. Dezember 1996 traten sie ihren fahrplanmäßigen Dienst an. Zulässige Höchstgeschwindigkeit ist 160 km/h.

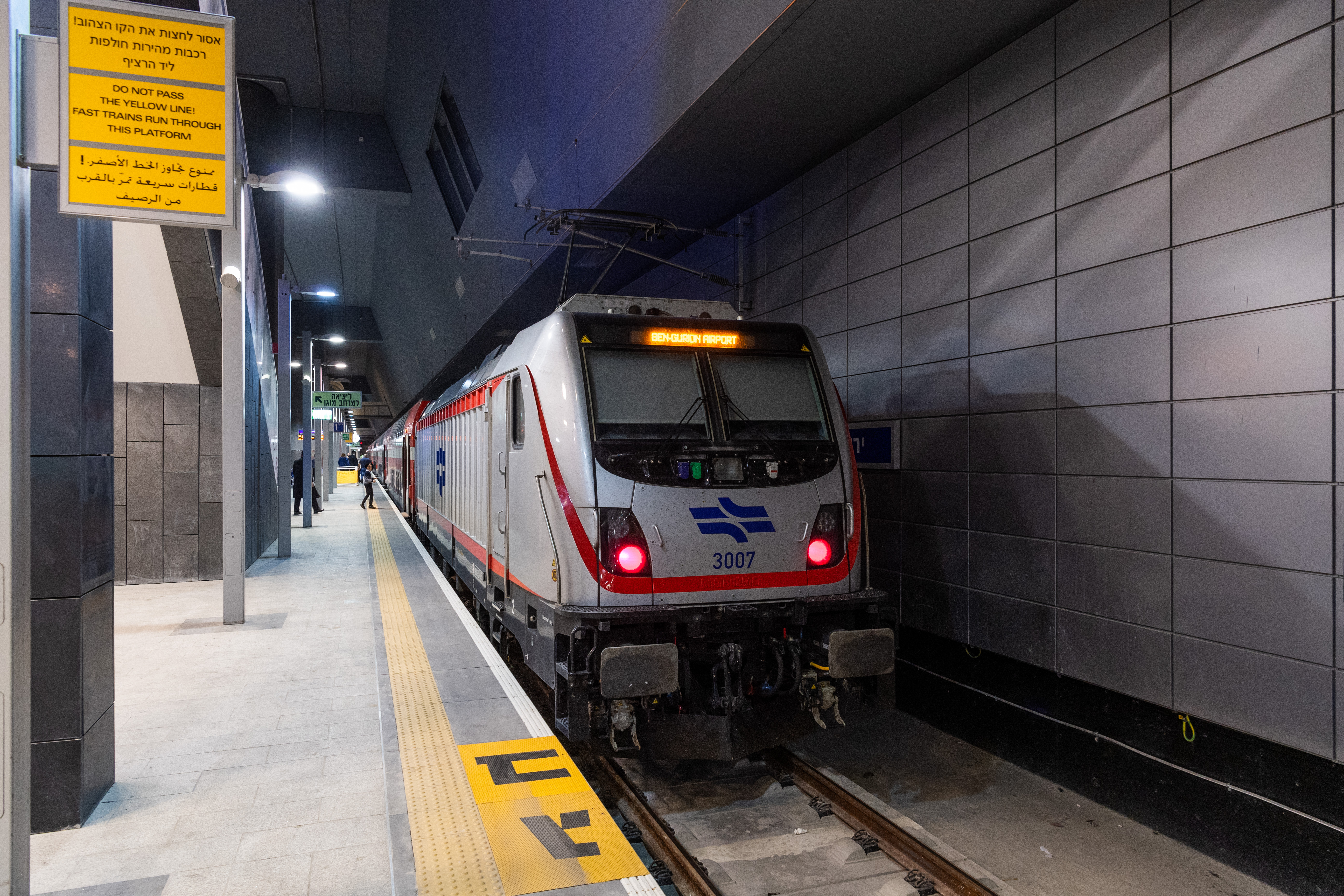
Elektrische Lokomotive 3007 (Bombardier Traxx) in Jerusalem

1999 bestellte die RI vier Doppelstockzüge bei Bombardier, bestehend aus drei Mittel- und einem Steuerwagen. Für weitere Züge wurde eine Option vereinbart. Die Wagen wurden vom Görlitzer Werk der zum Bombardier-Konzern gehörenden DWA (ehemals Deutsche Waggonbau AG) hergestellt und im Jahr 2001 geliefert. Als Subunternehmer ist die israelische Firma Ramta am Innenausbau beteiligt. 2010 waren 150 Doppelstockwagen im Einsatz, 2012 ist die Flotte auf 222 Wagen angewachsen. Im Jahr 2017 hatte RI 293 Doppelstockwagen im Bestand und 54 Wagen waren bestellt. Am 6. Juni 2019 bestellte RI bei Bombardier erneut 74 Twindexx Vario-Doppelstockwagen. Nach vollständiger Auslieferung im Dezember 2021 wird Israel Railways eine Flotte von 586 Doppelstockwagen betreiben.
Eine Besonderheit der bisher nach Israel gelieferten Doppelstockwagen sind die in die Steuerwagen eingebauten Dieselgeneratoranlagen für die Energieversorgung der Wagenzüge.
Vom 3. März bis zum 6. April 1998 war eine VT-611-Garnitur der DB aus Kaiserslautern leihweise zu Testzwecken auf israelischen Gleisen unterwegs. Zwei israelische Lokführer hatten die entsprechende Fahrerlaubnis in Deutschland erworben. Das Fahrzeug kam auf dem Seeweg über Rotterdam, wohin eine niederländische Lokomotive es von Bad Bentheim aus geschleppt hatte. In Israel waren der Triebwagen im Aw Kischon stationiert. Das Unternehmen war von einem hohen Grad an Publizität begleitet. Auch der damalige Premierminister Benjamin Netanjahu nahm an einer Führerstandsmitfahrt teil. Das israelische Fernsehen berichtete ausführlich darüber.

### Bestellung von elektrischen Triebzügen und Lokomotiven ab 2015

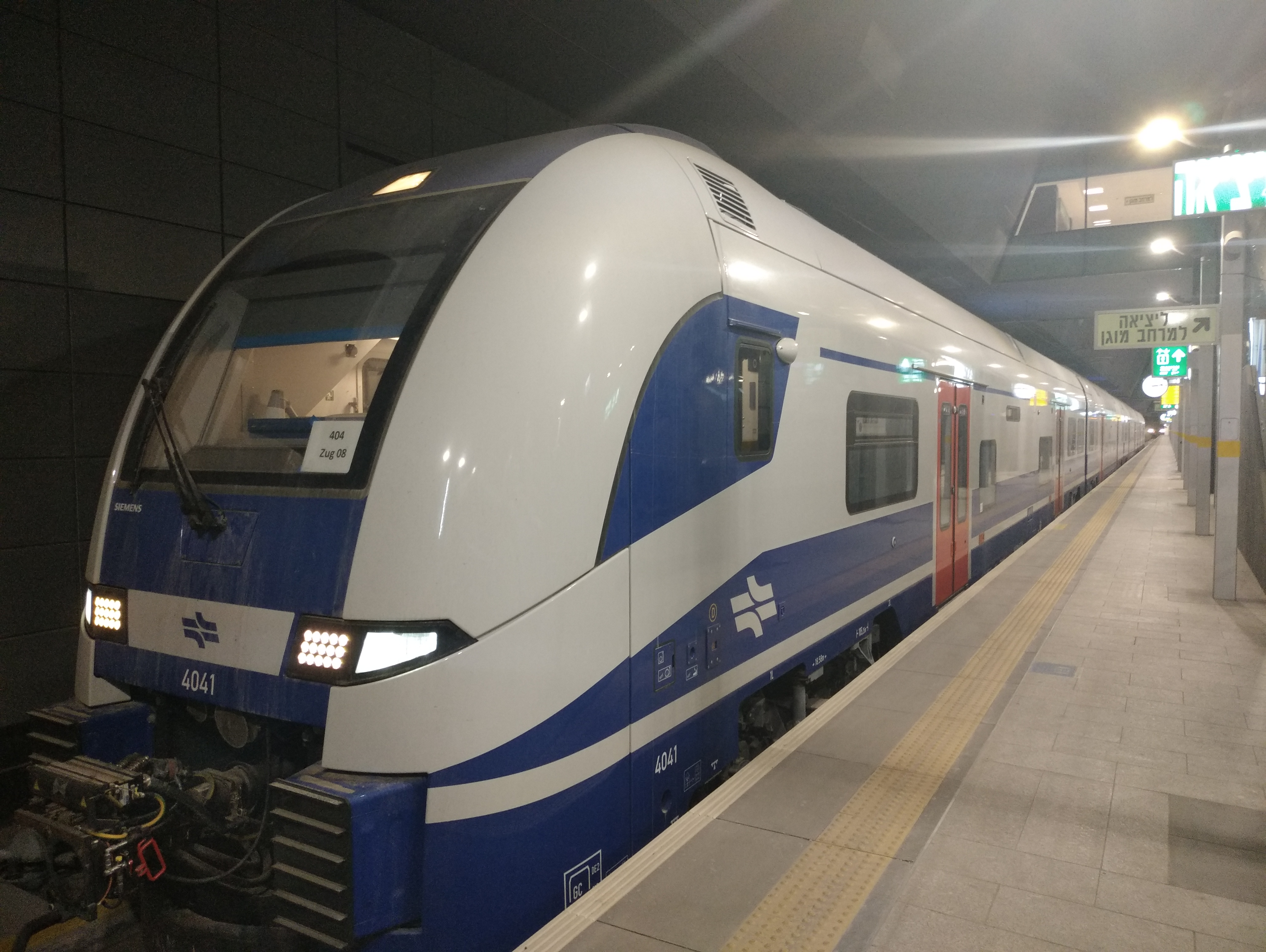
Elektrischer Triebzug Desiro HC in Jerusalem

2015 bestellte Israel Railways bei der Firma Bombardier 62 elektrische Lokomotiven vom Typ Traxx 3. Die ersten Exemplare wurden 2017 aus dem Werk in Hennigsdorf bei Berlin per Schiff angeliefert.
2018 wurde bekannt, dass RI sechs vier- und 18 sechsteilige elektrische Triebzüge vom Typ Desiro High Capacity bei Siemens Mobility bestellt hat. Außerdem besteht eine Option auf 36 weitere Triebzüge. Zu den Fahrzeugen kommt auch noch die Errichtung einer Wartungsanlage in Aschqelon sowie die Wartung der Fahrzeuge durch Siemens Mobility hinzu. Die Züge sollen im Raum Tel Aviv / Jerusalem zum Einsatz kommen.
Dies ist die erste Bestellung von Desiro HC für einen Einsatz außerhalb Deutschlands.
2021 wurden die ersten Züge im Prüfcenter Wegberg-Wildenrath getestet und im November 2021 über Aschdod per Schiff angeliefert.

## Personenverkehr

### Übersicht

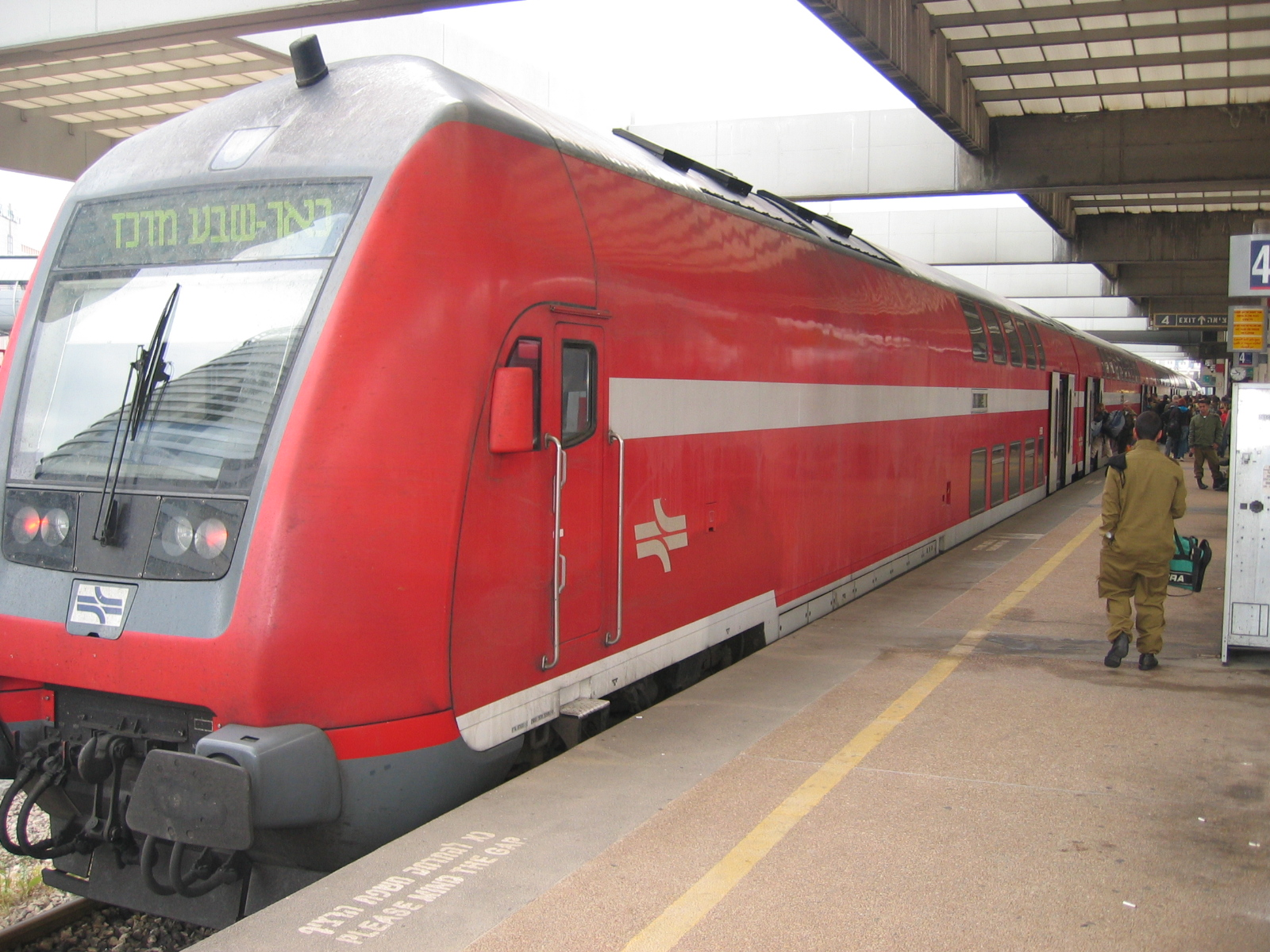
Doppelstockwagen-Zug der RI aus deutscher Produktion im Hauptbahnhof von Tel Aviv; der vordere Teil des Steuerwagens ist ein Generatorwagen

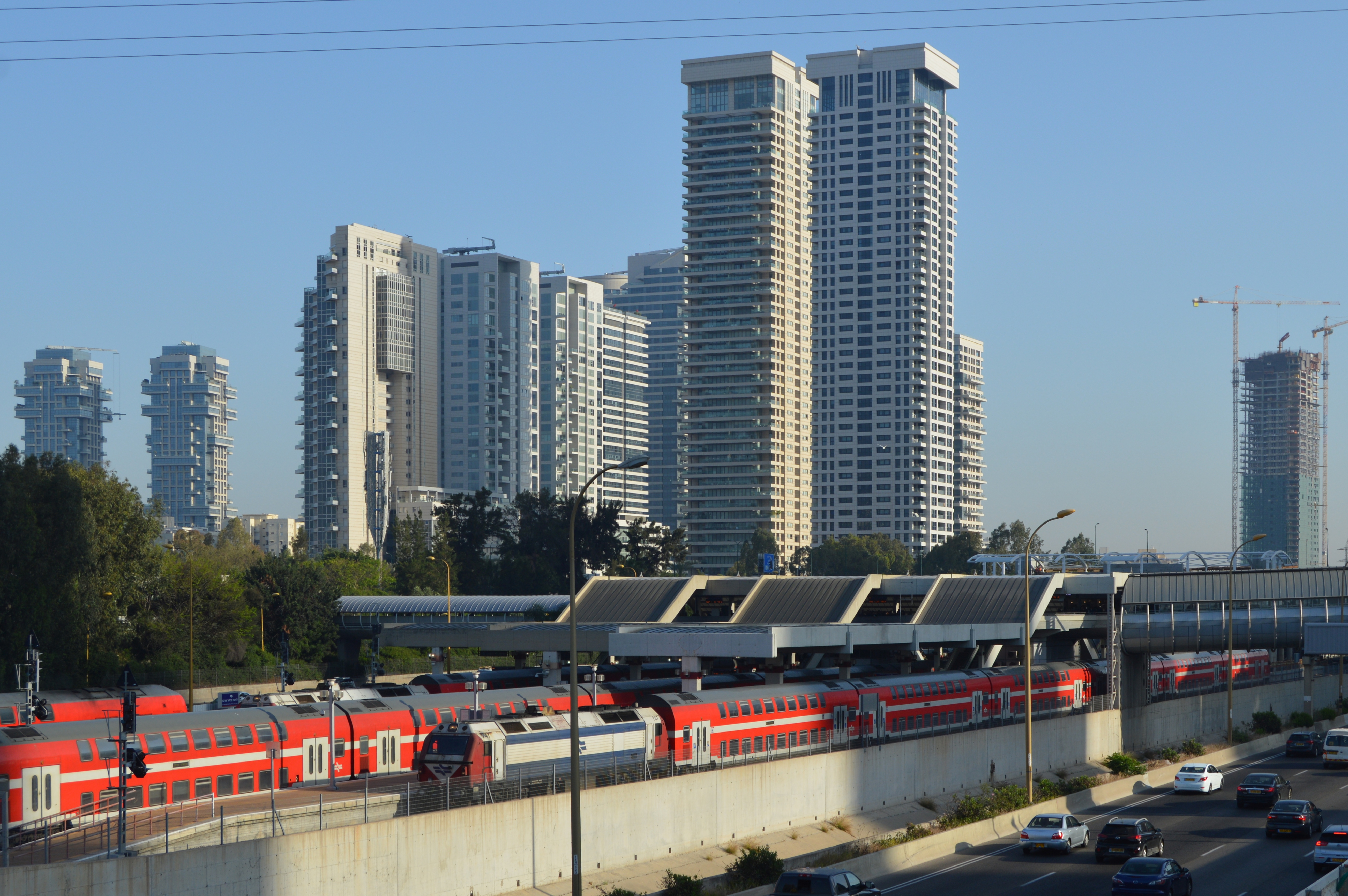
Zugverkehr am Bahnhof Tel Aviv Savidor Merkaz

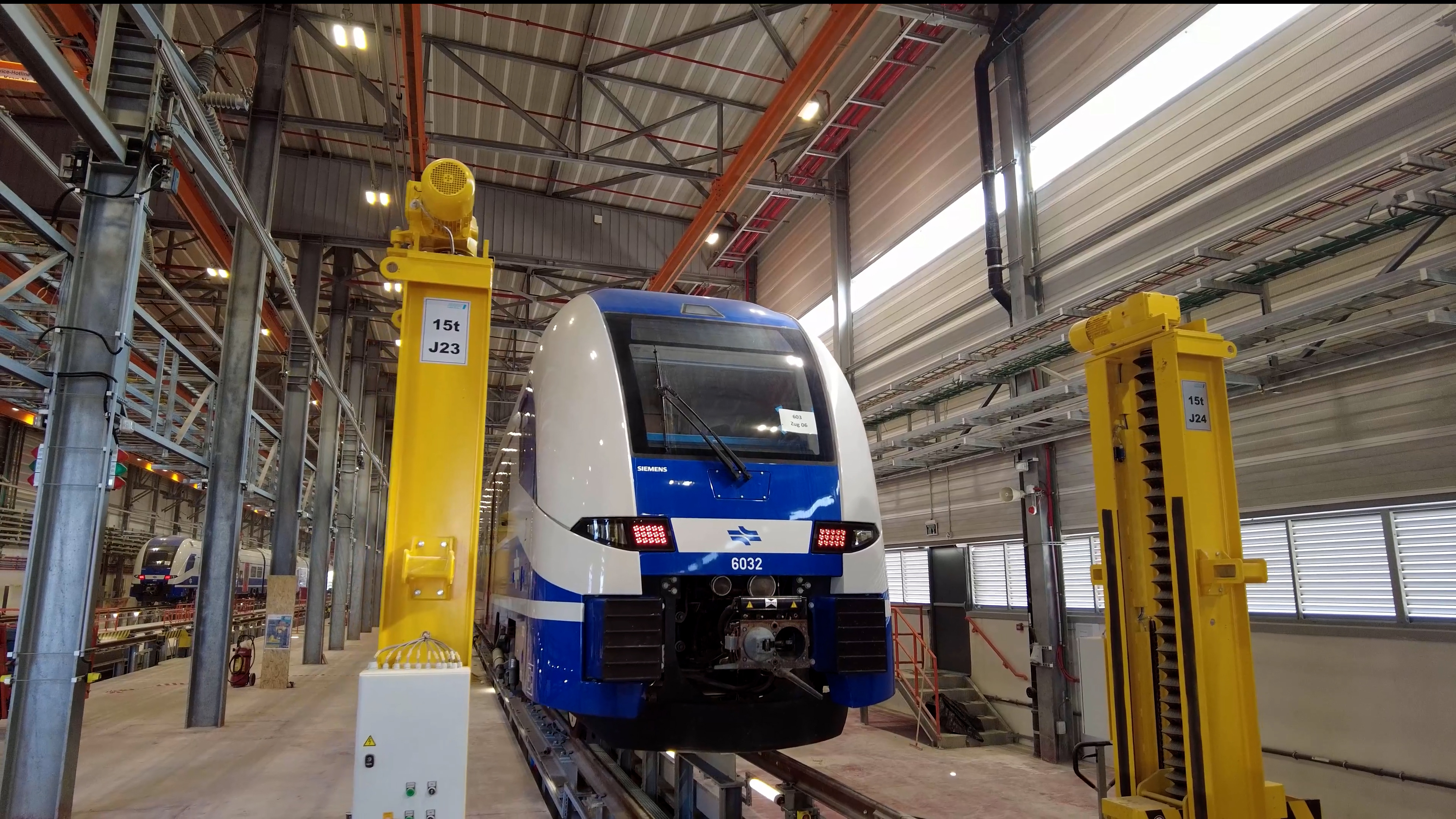
Wartung eines Desiro HC im neuen Werk Aschqelon

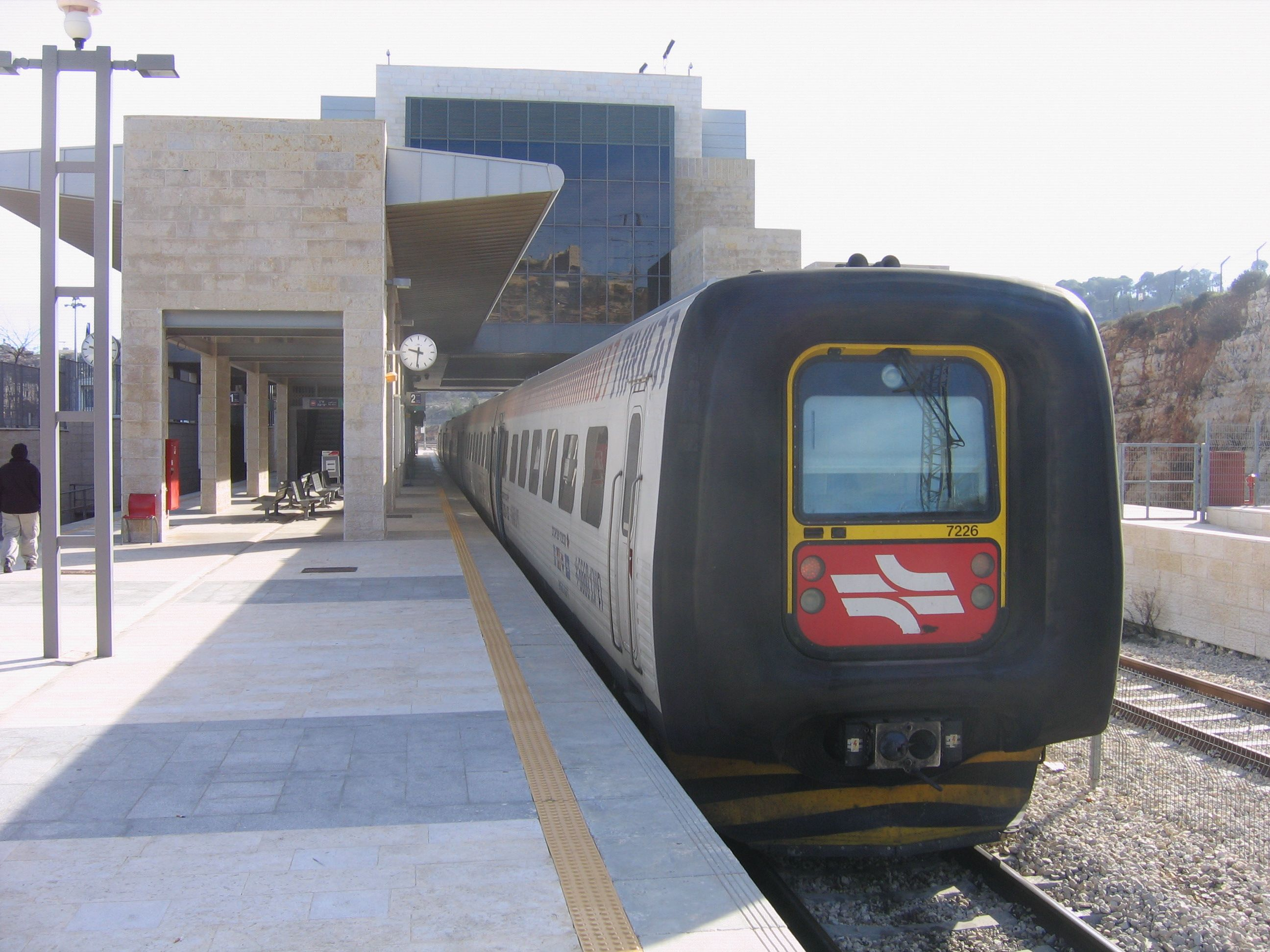
Der neue Bahnhof Jerusalem-Malcha

In den letzten Jahren gab es erhebliche Zuwächse bei den Zahlen der Reisenden. 2023 nutzten 104 Mio. Fahrgäste die Bahn. Nicht alle Streckenabschnitte der israelischen Eisenbahn werden für den Personenverkehr genutzt. Reisezüge verkehren zwischen Nahariyya und Tel Aviv; außerdem von Tel Aviv auf den Strecken nach Kfar Saba, Rischon leZion/haRischonim, Aschqelon, Beʾer Scheva, Jerusalem sowie zum Ben-Gurion-Flughafen. Von Beʾer Scheva besteht eine Verbindung nach Dimona.
Es gibt drei Intercity-Linien:
- Nahariyya – Tel Aviv – Flughafen Ben-Gurion
- Tel Aviv – Beʾer Scheva
- Tel Aviv – Jerusalem

Die anderen Verbindungen sind Regionalverbindungen.
Der Personenverkehr ist auf Sonntag bis Freitag beschränkt. Am jüdischen Wochenfeiertag Sabbat ruht vom Einsetzen der Dunkelheit am Freitag bis zum Sonnenuntergang am Sonnabend das gesamte öffentliche Leben im Land und es verkehren auch keine Züge.
Seit August 2022 werden Personen ab 75 Jahren, die in Israel leben, kostenlos befördert. Am 25. April 2025 sank die Altersgrenze für die kostenlose Beförderung auf 67 Jahre, sodass 1,1 Millionen Einwohner Israels das Recht auf freie Beförderung haben.

### Beförderungsstatistik Personenverkehr
| Jahr | Fahrgastzahl in Mio. | Jahr | Fahrgastzahl in Mio. | Jahr | Fahrgastzahl in Mio. |
| ---- | -------------------- | ---- | -------------------- | ---- | -------------------- |
| 1950 | 1,5                  | 2003 | 19,8                 | 2017 | 64,6                 |
| 1960 | 4,4                  | 2004 | 22,9                 | 2018 | 67,7                 |
| 1970 | 4,1                  | 2005 | 26,8                 | 2019 | 69,0                 |
| 1980 | 3,3                  | 2006 | 28,4                 | 2020 | 24,0                 |
| 1990 | 2,5                  | 2007 | 31,8                 | 2022 | 54,7                 |
| 1996 | 5,5                  | 2008 | 35,1                 | 2023 | 62,5                 |
| 1997 | 5,6                  | 2009 | 35,9                 |      |                      |
| 1998 | 6,4                  | 2010 | 35,9                 |      |                      |
| 1999 | 8,8                  | 2013 | 45,0                 |      |                      |
| 2000 | 12,7                 | 2014 | 48,5                 |      |                      |
| 2001 | 15,1                 | 2015 | 53,0                 |      |                      |
| 2002 | 17,5                 | 2016 | 59,5                 |      |                      |

### Bediente Personenbahnhöfe
Siehe Liste der Personenbahnhöfe in Israel.

## Güterverkehr

### Struktur
Güterzüge verkehren im gesamten Streckennetz der israelischen Eisenbahn, abgesehen von den Strecken Haifa–Nahariyya, Lod–Jerusalem, Lod–haRischonim und Tel Aviv–Ben-Gurion-Flughafen.
Wie der Personenverkehr hat der Güterverkehr in den letzten Jahren deutlich zugenommen. Die RI transportiert im Jahr inzwischen über 10 Millionen Tonnen Güter, vor allem Phosphate, Kohle und Container. Für die beiden Seehäfen in Haifa und Aschdod ist die Eisenbahn eine wichtige Landbrücke.
Der Umschlag von Mineralien aus dem Negev betrug 1980 2,5 Millionen Tonnen. Es verkehrten etwa zwölf bis 16 Züge täglich auf der Negev-Strecke, die jeweils bis zu 4000 Tonnen schwer waren. Nachdem das Phosphat-Bergwerk am Nachal Zin geschlossen wurde, verkehrte der letzte Zug von dort am 24. März 2021. Der Verkehr von und nach Tzefa besteht weiter. Es verkehren etwa 10. Zugpaare täglich.
85 % der von der RI beförderten Güter können in sechs Klassen eingeteilt werden: Getreide, Phosphate, Pottasche (Kaliumkarbonat), Treibstoffe, Kies und Container.
Phosphate, Pottasche und Getreide machen allein 75 % der Transportleistung in tkm / Tonnenkilometer aus.
90 % der beförderten Güter haben ihren Ausgangspunkt in nur drei Orten: dem Hafen Haifa, im Bahnhof Dimona und in den Phosphatabbaugebieten in der Wüste Negev. Etwa 80 % der Güter sind für fünf Ziele bestimmt: den Hafen Aschdod, Bnei Braq, Lod, Hafen Haifa und die Industrie im Raum Akkon/Nahariyya. Wichtigster Zielpunkt ist der Hafen Aschdod, wohin über die Cheletzbahn, eine reine Güterstrecke, Phosphate und Pottasche vom Negev transportiert werden. Die RI konnte einen bedeutenden Verkehrsanteil an sich ziehen. Verglichen mit anderen Ländern ist der Güterverkehr der RI aber durch vergleichsweise kurze und infolgedessen nicht sehr wirtschaftliche Transportwege gekennzeichnet.
Der Verkehr von Aschdod zum Kraftwerk Rutenberg bestand aus täglich fünf Ganzzügen, die aus insgesamt 150 60-Tonnen-Selbstentladewagen zusammengestellt waren. Die Wagen waren staubdicht und lösten den Transport über ein Förderband ab, dessen Staubentwicklung ein Umweltproblem darstellte. Sie hatten als einzige im System der RI eine Klauenkupplung, während der übrige Betrieb Schraubkupplungen verwendet.

### Umfang
| Jahr | Gütertransport in Mio. Tonnen |
| ---- | ----------------------------- |
| 2015 | 7,5                           |
| 2016 | 9,2                           |
| 2017 | 9,2                           |
| 2018 | 8,5                           |
| 2019 | 8,5                           |
| 2020 | 8,0                           |

## Ausbauprogramme

### Übersicht
In den 1990er Jahren wurde das Programm Railways 2000 gestartet. Es hatte zum Ziel, angesichts großer Probleme mit dem zunehmenden Individualverkehr den Stellenwert der Eisenbahn zu erhöhen und mehr Verkehrsaufkommen auf die Schiene umzuleiten. Beim Programm New Deal ging es vor allem um den Ausbau der Vorortlinien im Großraum Tel Aviv sowie eine weitere Vorortlinie in Haifa. Im Rahmen des Programms wurden in den letzten Jahren viele Gleisabschnitte saniert, ausgebaut und zum Teil neu gebaut, Bahnhöfe saniert und neue Loks und Waggons angeschafft. Durch diese Maßnahmen konnte RI erhebliche Zuwächse verzeichnen; auf manchen Strecken erhöhte sich die Nachfrage innerhalb weniger Jahre um ein Mehrfaches. Die Zahl der Züge nahm von 80 (im Jahr 1995, Personenzüge pro Tag im gesamten Netz) auf 350 (im Jahr 2001) erheblich zu. Die relativen Zuwachsraten im Fahrgastaufkommen liegen jährlich im zweistelligen Prozent-Bereich.
Hinzu trat für diese massiven Investitionen ein Fünfjahresplan 2003–2008, der im Jahr 2006 um drei weitere Jahre verlängert und um einige wichtige Projekte erweitert wurde. Die Investitionen von 2003 bis 2011 betragen 30 Milliarden neue israelische Schekel.
Erreicht werden sollen zukünftig weitere Streckenausbauten, die sukzessive Elektrifizierung der Bahnstrecken und die Einbindung der Eisenbahn in das Busnetz der israelischen Busgenossenschaft Egged. Durch diese Maßnahmen soll das Güteraufkommen bis 2009 auf 15 Mio. Tonnen zunehmen, das Passagieraufkommen könnte nach einer Machbarkeitsstudie bis 2012 auf 72 Mio. steigen (zum Vergleich: 1990 beförderte die RI 7 Mio. Tonnen Güter und 2,5 Mio. Passagiere, im Jahr 2000 lag der Güterverkehr bei etwa 10 Mio. Tonnen, und es wurden bereits 13. Mio. Passagiere gezählt).

### Abgeschlossene Projekte ab 2003
- April 2003: Wiedereröffnung der Ostbahn von Lod nach Rosch haʿAjin nach Erneuerung (18 km, Güterstrecke)
- 12. April 2003: Eröffnung des Bahnhofs Rosch haʿAjin Zafon (d. h. Nord)
- 13. September 2003: Wiedereröffnung der Ostbahn von Rosch haʿAjin Zafon bis zur Zomet Chemed nach Erneuerung  und der neuen Scharonbahn von der Zomet bis Kfar Saba, inklusive Bahnhof Kfar Saba-Hod haScharon (2006 umbenannt in Bahnhof Kfar Saba – Nordau).
- 13. September 2003: neue Bahnstrecke zwischen Beʾer Jaʿaqov und Rischon leZion (3 km), inklusive Bahnhof haRischonim.
- 13. September 2003: Wiedereröffnung der J&J-Linie von Naʿan nach Beit Schemesch nach Erneuerung und Bahnhofsneubau in Beit Schemesch.
- Juni 2004: Inbetriebnahme des zweiten Gleises der Sinai-Bahn von der Zomet Pleschet (zum Hafen von Aschdod) bis Bahnhof Aschdod (7 km). Neubau des Bahnhofs Aschdod – ʿAd Halom.
- 1. Juni 2004: neue Bahnstrecke Beʾer Scheva–Industriegebiet Ramat Chovav (13 km, Güterstrecke)
- 10. Oktober 2004: neue Bahnstrecke zum Ben-Gurion-Flughafen (8 km).
- April 2005: Wiedereröffnung der J&J-Linie von Beit Schemesch bis Jerusalem, Neubau des Bahnhofs Jerusalem-Biblischer Zoo und Bau des Bahnhofs Jerusalem-Malcha.
- Dezember 2005: Inbetriebnahme des zweiten Gleises der Sinai-Bahn zwischen Aschdod und Aschqelon, Bau des Bahnhofs Aschqelon und Aufnahme des Reiseverkehrs zwischen Aschdod und Aschqelon.
- Dezember 2005: Wiederaufnahme des Reiseverkehrs zwischen Beʾer Scheva und Dimona, inklusive Neubau des Bahnhofs Dimona und Trassenverbesserungen (35 km).
- 2. September 2006: neuer Abschnitt der Scharonbahn von Kfar Saba nach Hod haScharon – Sokolow (2 km).
- 2. September 2006: Inbetriebnahme des zweiten Gleises auf der Jarqonbahn zwischen Petach Tiqwah und Zomet Rosch haʿAjin sowie weiter über Ost- und Scharonbahn bis Kfar Saba
- 2. September 2006: Viertes Gleis auf der Küstenbahn zwischen Tel Aviv-Universitah und Tel Aviv-Merkaz und drittes Gleis zwischen im Ajjalon-Korridor Tel Aviv-Merkaz und Tel Aviv-haHagana, inklusive Bahnhofserweiterungen in Tel Aviv-Merkaz, Tel Aviv-haSchalom und Tel Aviv-haHagana.
- 30. Dezember 2006: Gleisbogen zwischen der Strecke Lod–Rosch haʿAjin und Ben-Gurion-Flughafen–Jerusalem/Modiʿin
- 23. Juni 2007: neuer Bahnhof Lehavim-Rahat, auf der Strecke Kirjat Gat–Beʾer Sheva.
- 1. September 2007: neue Bahnstrecke Ben-Gurion-Flughafen–Paʾatei Modiʿin.
- 1. April 2008: neue Bahnstrecke Paʾatei Modiʿin–Modiʿin Merkaz.
- 3. Mai 2008: neuer Bahnhof Petach Tiqwah – Qirjat Arjeh zwischen Bnei Braq und Petach Tiqwah-Segulla.
- 10. Mai 2008: neuer Bahnhof Lod-Gannei Aviv zwischen Kfar Chabad und Lod.
- 5. September 2009: Wiedereröffnung des neu gebauten Bahnhofs in Javneh an der Sinai-Bahn
- 2009–2010: Bau und Eröffnung von 10 Bahnunter/-überführungen
- 25. September 2011: neuer Abschnitt der Bahnstrecke Tel Aviv–Pleschet zwischen Tel Aviv HaHagana und Rischon LeZion Mosche Dayan
- 25. Februar 2012: neuer Abschnitt der Bahnstrecke Tel Aviv–Pleschet zwischen Rischon LeZion Mosche Dayan – Javneh Maʿarav (West)
- 15. Juli 2012: Eröffnung der begradigten und verdoppelten Bahnstrecke Lod – Beʾer Scheva.
- 2012: Inbetriebnahme des zweiten Gleises auf der Jarqonbahn zwischen Tel Aviv-Universitah und Petach Tiqwah.
- 4. August 2013: neuer Abschnitt der Strecke Tel Aviv–Pleschet zwischen Javneh Maʿarav (West) und Pleschet. Die Einweihung dieses Teilstücks ermöglicht Zugverbindungen von Tel Aviv nach Aschdod/Aschqelon über Cholon, Bat Jam, Rischon LeZion und Javneh.
- 25. November 2013: Inbetriebnahme des zweiten Gleises zwischen Qirjat Motzkin und Nahariyya.
- 23. Dezember 2013: neue Bahnstrecke Aschqelon–Beʾer Scheva von Aschqelon nach Sderot.
- 15. Februar 2015: neue Bahnstrecke Aschqelon–Beʾer Scheva von Sderot nach Netivot.
- 19. September 2015: neue Bahnstrecke Aschqelon–Beʾer Scheva zwischen Netivot und Beʾer Scheva.
- 2. Januar 2016: Eröffnung des Bahnhofs Ofaqim auf der Bahnstrecke Aschqelon–Beʾer Scheva
- 16. Oktober 2016: neue Neue Jesreʾeltalbahn von Haifa nach Beit Scheʾan (ohne Bahnhof Haifa Lev haMifratz)
- 6. November 2016: Eröffnung des neuen Bahnhofs Netanya-Sappir
- 20. September 2017: neue Bahnstrecke von Akko nach Karmiʾel (Karmiʾelbahn)
- 3. Juli 2018: neuer Abschnitt der Scharonbahn von Hod HaScharon-Sokolow nach Raʿanannah Maʿarav (d. h. West)
- 1. Juli 2018: Haifa-Lev HaMifratz wird in Haifa Merkasit haMifratz umbenannt; Teilerweiterung durch Inbetriebnahme der Bahnsteige auf der Neuen Jesreʾeltalbahn
- 20. Sept. 2018: Eröffnung des neuen Bahnhofs Qirjat Malʾachi – Joʾav
- 25. Sept. 2018: Inbetriebnahme der elektrifizierten Bahnstrecke Tel Aviv–Jerusalem mit neuem Bahnhof Jerusalem – Jitzchaq Navon
- 30. Mai 2019: Eröffnung des neuen Bahnhofs Mazkeret Batya

### Im Bau
- Neubau des Knotens Mechlaf Schmarjahu–Mizrach zwischen Herzlia und Raʿanannah-Maʿarav (d. h. West)
- Viergleisiger Ausbau zwischen Tel Aviv und Herzlia
- Elektrifizierung eines Teils des Streckennetzes
- Gleisbogen (Modiʿin-Kurve) zwischen der Zweigstrecke nach Modiʿin und der Neubaustrecke nach Jerusalem
- Neubaustrecke Haifa – Schefarʿam – Nazareth
- Bahnstrecke Rischon LeZion–Modiʿin
- 2023 soll die flächendeckende Einführung von ETCS Level 2 abgeschlossen sein.[62]

### In Planung
Weitere Projekte sollen angegangen werden. Dabei sind Details und Finanzierung umstritten, insbesondere zwischen dem Ministerpräsidenten und dem Finanzministerium. Alle Neubaustrecken sollen für Geschwindigkeiten von 150 bis 200 km/h ausgelegt werden:
- Neubau einer Bahnstrecke Beʾer Scheva–Eilat. Für diese als „Red-Med-Linie“ bezeichnete Verbindung zwischen Mittel- und Rotem Meer gab es Anfang 2014 einen positiven Beschluss der israelischen Regierung. Seitdem hat sich wenig getan.
- Viertes Gleis zwischen Tel Aviv-Merkaz und Tel Aviv-haHagana (Ajjalon-Korridor).
- Neubau der historischen Ostbahn Chaderah Mizrach – Rosch haʿAjin
- Verlängerung der Karmielbahn von Karmiʾel nach Qirjat Schmona
- Neubaustrecke Afula – Tiberias
- Neubaustrecke Afula – Dschenin (Westjordanland)[64]
- Neubaustrecke Beʾer Scheva – Arad (Israel)
- Neubaustrecke Dimona – Jerocham
- Neubau einer Schnellfahrstrecke Beʾer Scheva – Tel Aviv für 250 km/h[65]

## Betriebszeiten
Als staatliches Unternehmen stellt Israel Railways den Betrieb am Schabbat komplett ein. Oft werden an diesen Ruhetagen Reparaturen an der Eisenbahninfrastruktur ausgeführt, wofür eine Sondergenehmigung notwendig ist. Regelmäßig gibt es deswegen Protest von ultra-orthodoxen Juden.

## Palestine Railways (Autonome Gebiete)
Im Jahre 1996 wurden die Palestine Railways als Eisenbahngesellschaft für die autonomen, palästinensischen Gebiete neu gegründet. Sie übernahm theoretisch die Eisenbahn im Gaza-Streifen auf einer etwa 50 km langen Strecke der Sinai-Bahn vom ägyptischen Grenzübergang Rafah bis zum israelischen Grenzübergang Erez. Die Strecke ist baulich teilweise nicht mehr erhalten. Fahrzeuge gab es keine mehr. Der Eisenbahnbetrieb wurde von der Gesellschaft nie aufgenommen.

## Kultur

### Museen
- Das Israelische Eisenbahnmuseum hat seinen Hauptsitz in Haifa in dem ehemaligen Bahnbetriebswerk, das sich aus den Anlagen der Hedschasbahn neben deren dortigem ehemaligen Endbahnhof entwickelt hat.
- Museum der Jesreʾeltalbahn im ehemaligen Bahnhof Kfar Jehoschuʿa

### Film
- SWR: Eisenbahn-Romantik – Reise nach Jerusalem (Folge 388, 30 Minuten, 2000). Mit dem Zug durch Israel (45 Minuten, 2011).